# جنگ گنپی
جنگ گِنپِی (به ژاپنی: 源平合戦) (۱۱۸۵–۱۱۸۰) جنگی داخلی بین خاندان تایرا و خاندان میناموتو در اواخر دورهٔ هی‌آن  (که از ۷۹۴ تا ۱۱۸۵ میلادی تداوم داشت)  در ژاپن بود. این جنگ نقطهٔ اوج یک درگیری چنددهه‌ای بین این دو خاندان با هدف تسلط بر دربار امپراتوری و حکمرانی بر ژاپن بود که نهایتاً به سقوط خاندان تایرا و استقرار شوگون‌سالاری کاماکورا در سال ۱۱۹۲ انجامید.
خاندان تایرا و خاندان میناموتو، نام‌های خانوادگی اعطا شده توسط امپراتور ژاپن به بخشی از اعضای خاندان سلطنتی بودند که به منظور کاستن از هزینه‌های خاندان سلطنتی، از آن جدا شده و به طبقهٔ اشراف تنزل مقام یافته بودند. هر دو خاندان بعد از جدا شدن از دربار برای تأمین مخارج خود به مشاغل نظامی روی آوردند و به مرور زمان رهبران این دو خاندان به رهبران پرقدرت گروه‌های سامورایی تبدیل شدند. یک دهه پیش از جنگ گنپی، طی شورش هیجی، خاندان میناموتو به رهبری میناموتو نو یوشیتومو هنگام تلاش برای بازگرفتن کنترل دربار از خاندان تایرا شکست خورده و پسر وی میناموتو نو یوریتومو به تبعید فرستاده شده بود. پس از پیروزی خاندان تایرا در شورش هیجی، تایرا نو کیوموری (رهبر نظامی از خاندان تایرا)، صدراعظم ژاپن شد. وی اولین سامورایی بود که توانسته بود به چنین موقعیتی دست پیدا کند. در نهایت کیوموری کنترل دولت مرکزی را در دست گرفت و نخستین دولت سامورایی (رژیم خاندان تایرا) را تشکیل داد و امپراتور ژاپن را به شکل یک امپراتور دست‌نشانده درآورد.
در سال ۱۱۸۰، پس از آنکه کیوموری نوه دختریِ دوسالهٔ خود و نوهٔ امپراتور گو شیراکاوا، به نام امپراتور آنتوکو (۱۱۷۸–۱۱۸۵ م)، را بر تخت امپراتوری نشاند، شاهزاده موچی‌هیتو (۱۱۵۱–۱۱۸۰ م) پسرِ امپراتور گو شیراکاوا، احساس کرد از حقِ خود نسبت به سلطنت محروم شده و با شورش شاهزاده موچی‌هیتو جنگ شش‌ساله گنپی آغاز شد. فراخوان شاهزاده موچی‌هیتو به شورش منجر به آرایش نظامی خاندان میناموتو به رهبری میناموتو نو یوریتومو و همچنین پسرعموی وی میناموتو نو یوشیناکا علیه خاندان تایرا شد. در همان سال میناموتو نو یوریتومو از محل تبعیدش به شبه‌جزیره میئورا رفت که اهالی‌اش از زمان‌های قدیم پیوند عمیقی با خاندان میناموتو داشتند. بر اساس داستان هِی‌کِه بالغ بر ۵۰ هزار نفر سپاهی در طی مدت تنها ۴۰ روز به وی ملحق شدند. آنان سپس به شهر کاماکورا وارد شدند و این شهر را پایگاه خود قرار دادند. در سال ۱۱۸۳ یوشیناکا توانست پایتخت آن زمان کیوتو را تصرف کند. خاندان تایرا که سقوط پایتخت را نزدیک می‌دیدند، امپراتور آنتوکو (نوه کیوموری) و سه نشانه امپراتوری یا سه گنجینه مقدس ژاپن را همراه خود کردند و از پایتخت به سمت غرب ژاپن که طرفداران خاندان تایرا در آن بسیار بودند گریختند. از آنجایی که سربازان یوشیناکا رفتار خشونت‌آمیزی با مردم داشتند، امپراتور گو شیراکاوا به هدف براندازی وی از میناموتو نو یوریتومو درخواست کمک کرد. یوشیناکا از قصد وی آگاه شد و با زندانی کردن امپراتور گو شیراکاوا در معبد، علیه امپراتوری کودتا کرد. یوریتومو که در آن زمان در کاماکورا بود با شنیدن اخبار پایتخت، برادر کوچکترش میناموتو نو یوشی‌تسونه را فرماندهٔ سپاه قرار داد و سپاهی را از کاماکورا برای برانداختن پسرعمویش یوشیناکا به سمت پایتخت روانه کرد. یوشیناکا پس از شکست از این سپاه از پایتخت فرار کرد و در نبرد آوازو کشته شد. امپراتور گو شیراکاوا در اواخر دسامبر سال ۱۱۸۴ فرمانی مبنی بر براندازی کامل خاندان تایرا به یوریتومو صادر کرد. یوریتومو این فرمان را پذیرفت و به برادر کوچکترش یوشی‌تسونه دستور لشکرکشی و تعقیب خاندان تایرا را داد که با پیروزی قاطع خاندان میناموتو در نبرد دریایی دان نو اورا پایان یافت. در پایان این نبرد بسیاری از بزرگان خاندان تایرا با پرت کردن خود در دریا خودکشی کردند.
با فروپاشی خاندان تایرا و استقرار شوگون‌سالاری کاماکورا تحت رهبری میناموتو نو یوریتومو در سال ۱۱۹۲ میلادی برای نخستین بار منصب شوگون به وجود آمد. حکومت خاندان تایرا در مقایسه با جانشین آن، شوگون‌سالاری کاماکورا، هنوز هم بسیار محافظه‌کار بود و به جای گسترش یا تقویت توان نظامی، زنان خاندان خود را به ازدواج امپراتور درمی‌آورد و از این طریق امپراتور را کنترل می‌کرد. حکومت نظامیان بر ژاپن تا ۷۰۰ سال بعد، تا پایان دوره ادو، ادامه پیدا کرد.
حوادث طوفانی قرن یازدهم و دوازدهم میلادی و شخصیت‌های گوناگون تاریخی این دوران منبع بسیار گرانبهایی برای نقالان و نمایشنامه‌نویسان ژاپن بوده‌است. داستان هِی‌کِه و داستان ظهور و سقوط خاندان‌های میناموتو و تایرا دو منبع بزرگ داستان‌های عاشقانه و تاریخی ژاپن هستند که هر دو در قرن دوازدهم میلادی نوشته شده‌اند. تخمین زده می‌شود که حدود یک‌چهارم نمایشنامه‌های عروسکی کابوکی و بونراکو از حوادث نبرد بین خاندان‌های میناموتو و تایرا سرچشمه گرفته‌است.

## ریشهٔ نام
نام «گنپی» ترکیبی است از نام دو خاندان اصلی که در این جنگ درگیر بودند؛ خاندان میناموتو (که در کانجی نامش 源 نوشته و «گِن» خوانده می‌شود) و خاندان تایرا (که نامش 平 نوشته و «هِی» و همچنین «پِی» نیز خوانده می‌شود). این درگیری در ژاپن با عنوان شورش جیشو-جواِی نیز خوانده می‌شود. این نام از خواندن پی‌درپی نام دو دورهٔ ژاپنی جیشو و جواِی که رویداد در آن زمان رخ داده، گرفته شده‌است. تاریخدانان بیشتر از نام «شورش جیشو-جواِی» برای این درگیری‌ها استفاده می‌کنند زیرا عوامل درگیری را پیچیده‌تر و گسترده‌تر از آن می‌دانند که تنها به نام دو خاندان محدود شود.

## وضعیت زمانه
از اوایل قرن هشتم میلادی در ژاپن قانون خدمت نظامی وضع شد. به سربازان وظیفهٔ آموزش نظامی داده می‌شد و سپس کنترل امنیت مناطق برعهدهٔ این سربازان قرار می‌گرفت. از قرن دهم میلادی خاندان‌های کشاورزی که در مناطق مختلف ژاپن از نظر مالی قدرت داشتند، برای حفظ امنیت قلمروی خویش گروهی از سربازان ماهر به تیراندازی با کمان و اسب‌سواری را تشکیل دادند. این سربازان که در خدمت ارباب خود بودند، سامورایی خوانده می‌شدند. هر دو خاندان تایرا و خاندان میناموتو بعد از جدا شدن از دربار برای تأمین مخارج خود به مشاغل نظامی روی آوردند و رهبر گروه‌های سامورایی شدند. منطقهٔ نفوذ خاندان تایرا بیشتر در غرب ژاپن و خاندان میناموتو در شرق بود. در اواخر قرن دهم دو شورش توسط تایرا نو ماساکادو و فوجیوارا نو سومیتومو علیه فرمانداران دولت مرکزی انجام شد. هر دو شورش سرکوب شد اما پس از آن قدرت سامورایی‌ها مورد توجه دربار ژاپن و اشراف قرار گرفت.

### به‌وجود آمدن نظام «حکومت پس از کناره‌گیری»
در اوایل دورهٔ هی‌آن (که از ۷۹۴ تا ۱۱۸۵ میلادی تداوم داشت) امپراتور ژاپن به عنوان فرماندار قدرت را در دست داشت. در اواسط این دوره خاندان فوجیوارا در ژاپن قدرت گرفتند. افراد این خاندان هنگامی که امپراتور کودک بود، به عنوان سشو (نایب‌السلطنه) و هنگامی که امپراتور بالغ می‌شد به عنوان کانپاکو (مشاور ارشد) سیاست را اداره می‌کردند و بدین ترتیب قدرت اصلی سیاسی را از امپراتور می‌ربودند. نحوه نفوذ خاندان فوجیوارا بر امپراتور بدین شکل بود که ترتیب ازدواج دختری از این خاندان با امپراتور داده می‌شد و فرزند حاصل این ازدواج، امپراتور بعدی بود. پدربزرگ مادریِ این فرزند، در مقام سشو یا کانپاکو قرار می‌گرفت و امور کشور عملاً در اختیار وی بود. خاندان فوجیوارا به مرور زمان توانسته بود به واسطهٔ معافیت از مالیات به ثروت عظیمی دست پیدا کند و به صورت رقیب قدرتمندی در برابر خاندان امپراتوری درآید. در دورهٔ هی‌آن همسر امپراتور انحصاراً از خاندان فوجیوارا انتخاب می‌شد. هفتادمین امپراتور ژاپن، امپراتور گو-ریزی (۱۰۲۳–۱۰۶۸ م) فرزندی از خود برجا نگذاشت و برادر وی، امپراتور گو-سانجو (۱۰۳۲–۱۰۷۳ م)، که همسرش شاهدخت تیشی نام داشت و از دودمان امپراتوری ژاپن بود، جانشین وی شد. فرزند آنان  امپراتور شیراکاوا (۱۰۵۲–۱۱۲۹ م) نام داشت و پس از ۱۷۶ سال، اولین امپراتوری بود که پدربزرگش سشو (نایب‌السلطنه) و از خاندان فوجیوارا نبود. امپراتور شیراکاوا برای کاستن از نفوذ خاندان فوجیوارا دست به تغییرات سیاسی زد و شکل خاصی از حکومت را طرح‌ریزی کرد که «حکومت پس از کناره‌گیری» یا اینسی نامیده می‌شود.
در این نظام دوگانهٔ حکومتی، امپراتور موقعی که خاندان سلطنتی صلاح می‌دانست از سلطنت کناره‌گیری می‌کرد و به دور از نفوذ خاندان فوجیوارا، قدرت را در منصب «امپراتوری اینسی ارشد» در اختیار می‌گرفت. طبق این نظام، امپراتورهای بازنشسته که مافوق امپراتوران وقت بودند در معابد زندگی می‌کردند و همچنان به کار خود ادامه می‌دادند تا از نفوذ خاندان فوجیوارا و طبقه جنگجوی سامورایی در امور کشور جلوگیری کنند. همزمان، کسی که عنوان رسمی امپراتور را داشت و جانشین انتخابی امپراتور سابق بود، تمام نقش‌های تشریفاتی و وظایف رسمی سلطنت را برعهده داشت. در نظام اینسی، پدرِ امپراتور جُوکُو خوانده می‌شد و پدربزرگ وی که یک روحانی بودایی می‌شد، دایجوهو خوانده می‌شد و قدرت اصلی سلطنتی در دست پدر و پدربزرگ یک امپراتور بود. عنوان جُوکُو و عنوان مرتبطِ دایجوهو (امپراتورهای روحانی بودایی)، قبل و بعد از دوره هی‌آن هم وجود داشتند، اما استفاده از این عنوان در اشاره به یک نظام حکومتی معمولاً اشاره به روشی دارد که توسط امپراتور شیراکاوا در سال ۱۰۸۶ ایجاد و پس از آن توسط جانشینان وی در اواخر دورهٔ هی‌آن تا هنگام ظهور شوگونسالاری کاماکورا در سال ۱۱۹۲ اعمال شد.

### پیشینهٔ خاندان تایرا

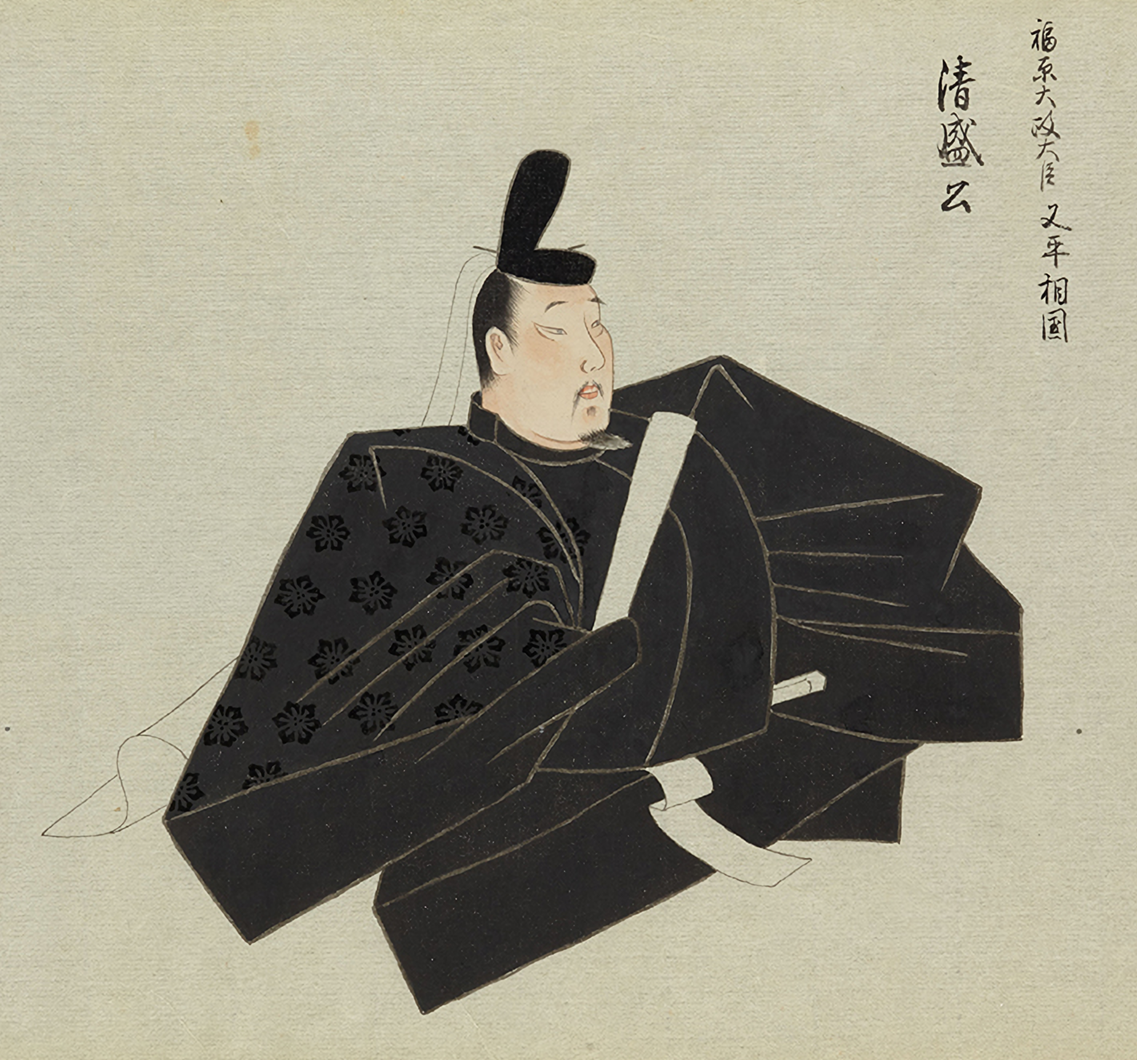
تایرا نو کیوموری، مقتدرترین رئیس خاندان تایرا در آستانه جنگ گنپی

از آنجاییکه تعداد فرزندان و نوادگان امپراتور کانمو (دوران سلطنت ۷۸۱–۷۷۳ میلادی) پنجاهمین امپراتور ژاپن، بسیار زیاد بود، و خرج و مخارج دربار بسیار سنگین شده بود، امپراتور با هدف کاستن از هزینه‌های خاندان سلطنتی، با اهدای نام خانوادگی «تایرا» به سومین پسرش کازوراواراشینو (۷۸۶–۸۵۳ م)، وی را از خاندان سلطنتی جدا کرد. بدین ترتیب خاندان تایرا به‌وجود آمد و پسر وی سرخاندان یکی از چهار شاخه خاندان تایرا بنام «کانموتایرا» شد. پس از امپراتور کانمو (سلطنت ۷۸۱–۸۰۶ م)، امپراتور نینمیو (سلطنت ۸۳۳–۸۵۰ م)، امپراتور مونتوکو (سلطنت ۸۵۰–۸۵۸ م) و امپراتور کوکو (سلطنت ۸۸۴–۸۸۷ م) نیز نام خانوادگی تایرا را به نوه‌های خویش اهدا کردند و سه شاخهٔ دیگر این خاندان را به‌وجود آوردند.
تایرا نو کیوموری (۱۱۱۸–۱۱۸۱ م) در اواخر دورهٔ هی‌آن به عنوان معروف‌ترین و پرقدرت‌ترین عضو خاندان تایرا شناخته می‌شد. نام مادر تایرا نو کیوموری در منابع همزمان وی ذکر نشده‌است و تنها ذکر شده که وی یکی از خدمهٔ دربار بوده‌است. اما در داستان ظهور و سقوط خاندان‌های میناموتو و تایرا که پس از مرگ وی و در قرن دوازدهم نوشته شده، آمده‌است که مادرش گیئون نو نیوگو نام داشته و معشوقهٔ مورد علاقهٔ امپراتور شیراکاوا بوده‌است. همچنین ذکر شده که مادر کیوموری پس از باردار شدن از امپراتور شیراکاوا به همسری تایرا نو تاداموری (۱۰۹۶–۱۱۵۳ م) درآمده است. سند دیگر نیز وجود دارد که در آن خواهر کوچکترِ معشوقهٔ امپراتور شیراکاوا که او نیز از خدمه دربار بوده، به عنوان مادر ذکر شده‌است. این سند شجره‌نامه‌ای است که در دوره میجی در قرن نوزدهم، از معبدی قدیمی در استان شیگا کشف شده و سال ۱۲۳۵ میلادی را به عنوان تاریخ نگارش در خود دارد. امپراتور شیراکاوا پس از مرگ همسر بسیار محبوبش، فوجیوارا نو کنشی از سن ۳۲ سالگی تا آخر عمر خود به مدت ۴۵ سال همسر رسمی دیگری نداشت و با بسیاری از زنان دربار در ارتباط بود. به همین علت از همان دوران شایعه‌ای بین مردم مبنی بر اینکه تایرا نو کیوموری و نوهٔ پسر وی، امپراتور سوتوکو در اصل فرزندان نامشروع امپراتور شیراکاوا هستند رواج داشت. همچنین این شایعه از زمان حیات وی وجود داشت که حمایت‌های معشوقهٔ امپراتور شیراکاوا موجب پیشرفت زودهنگام و غیرعادی وی شده‌است.
تایرا نو کیوموری در دههٔ ۱۱۶۰ به سرعت قدرت را به دست گرفت و دربار امپراتوری ژاپن را تحت سلطه قرار داد. او از موضع خود برای نصب اعضای خانواده‌اش در موقعیت‌های عالی دربار و ازدواج آنان در خاندان امپراتور استفاده کرد. اقدامات وی به طرق مختلف و چندین بار مورد مخالفت امپراتور گو شیراکاوا و خاندان فوجیوارا قرار گرفت.

### پیشینهٔ خاندان میناموتو
خاندان میناموتو یا گِنجی، یکی از نام‌های خانوادگی بود که امپراتور ژاپن به اعضای خانوادهٔ سلطنتی اعطا می‌کرد. اعضای این خاندان کسانی بودند که از خاندان سلطنتی جدا شده و به طبقهٔ اشراف شینسکی کوکا (تنزل مقام) می‌یافتند. اولین امپراتور که نام خانوادگی میناموتو را اعطا کرد، امپراتور ساگا (۸۴۲–۷۸۶) پنجاه و دومین امپراتور ژاپن بود. میناموتو نو ماکوتو (۸۱۰–۸۶۸) هفتمین پسرِ امپراتور ساگا، نخستین فردی بود که نام خانوادگی میناموتو به وی داده شد. نام افتخاری میناموتو پس از آن به تعداد دیگری از درباری‌ها در زمان‌های مختلف و توسط تعدادی از امپراتورهای دیگر نیز داده شد. خاندان میناموتو پس از گذشت زمان ۲۱ شاخه پیدا کرد. برای نمونه خاندان میناموتویی که از زمان امپراتور ساگا منشأ گرفته، شاخه ساگا گنجی، و خاندان میناموتویی که از امپراتور سیوا (دوران سلطنت  ۸۵۸–۸۷۶ میلادی) پنجاه و ششمین امپراتور ژاپن منشأ گرفته، شاخهٔ سیوا گنجی نام دارد. در اواخر دورهٔ هی‌آن یک شاخه از آن خاندان با نام خاندان کاواچی گنجی به عنوان مهمترین شاخهٔ خاندان میناموتو شناخته می‌شود. بنیان‌گذار شوگون‌سالاری کاماکورا، میناموتو نو یوری‌تومو عضو این شاخه از خاندان میناموتو بود.
سه نفر از خاندان میناموتو که در جنگ گنپی فرماندهی لشکر را به عهده داشتند، عبارتند از:

میناموتو نو یوری‌تومو (۱۱۴۷-۱۱۹۹) بنیان‌گذار شوگون‌سالاری کاماکورا
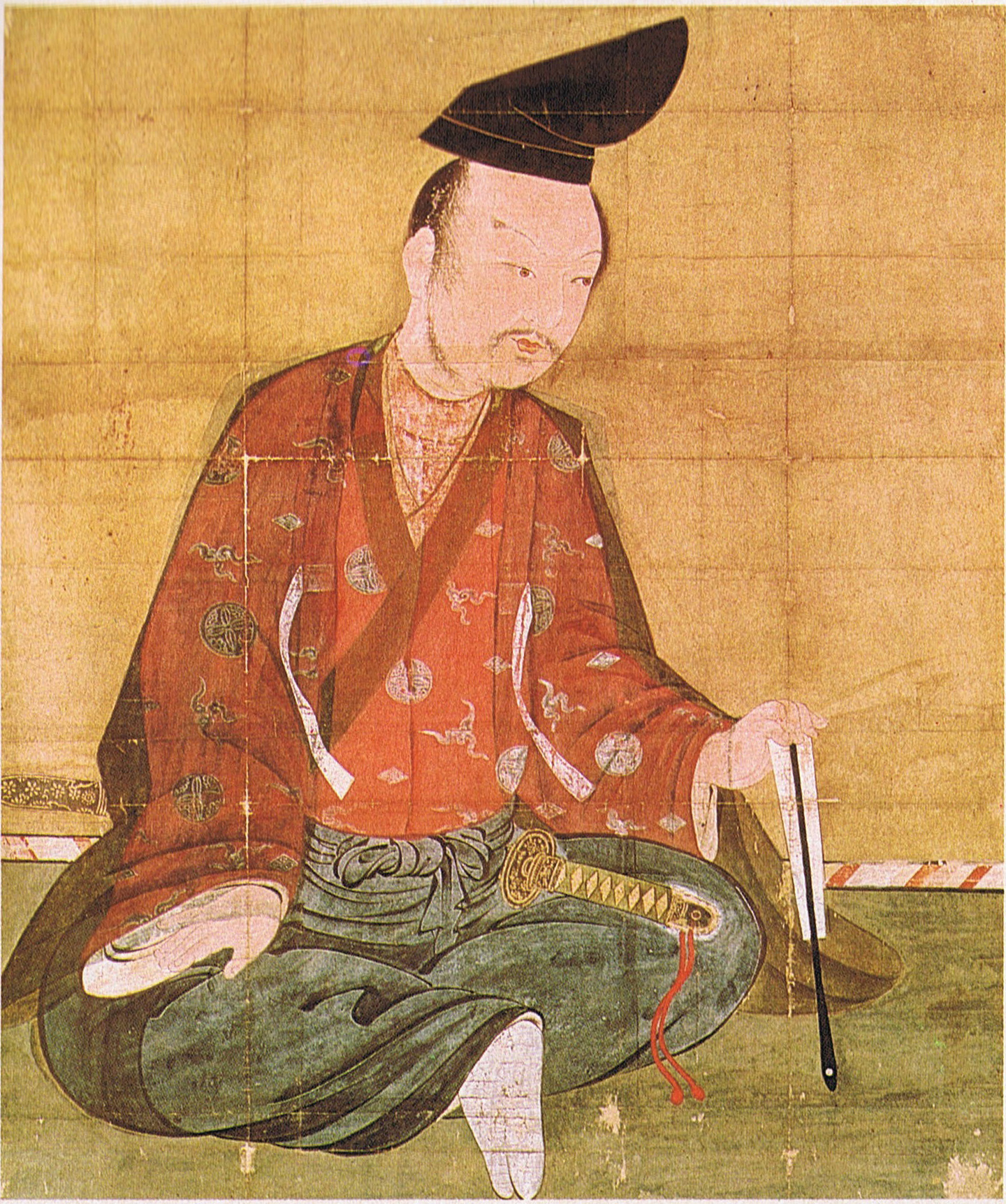
میناموتو نو یوشی‌تسونه (۱۱۸۹–۱۱۵۹) قهرمان ناکام و نامدار جنگ گنپی
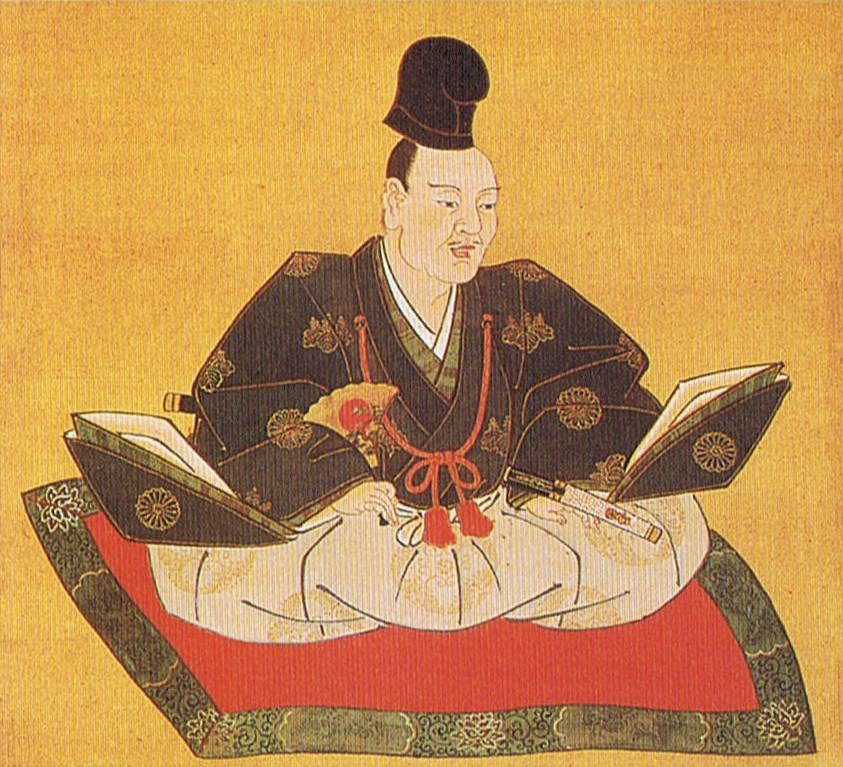
میناموتو نو یوشیناکا
(۱۱۸۴–۱۱۸۴)
پسرعموی یوری‌تومو فرمانده نظامی و فاتح پایتخت در طی جنگ گنپی

### پیشینهٔ درگیری بین دو خاندان میناموتو و تایرا

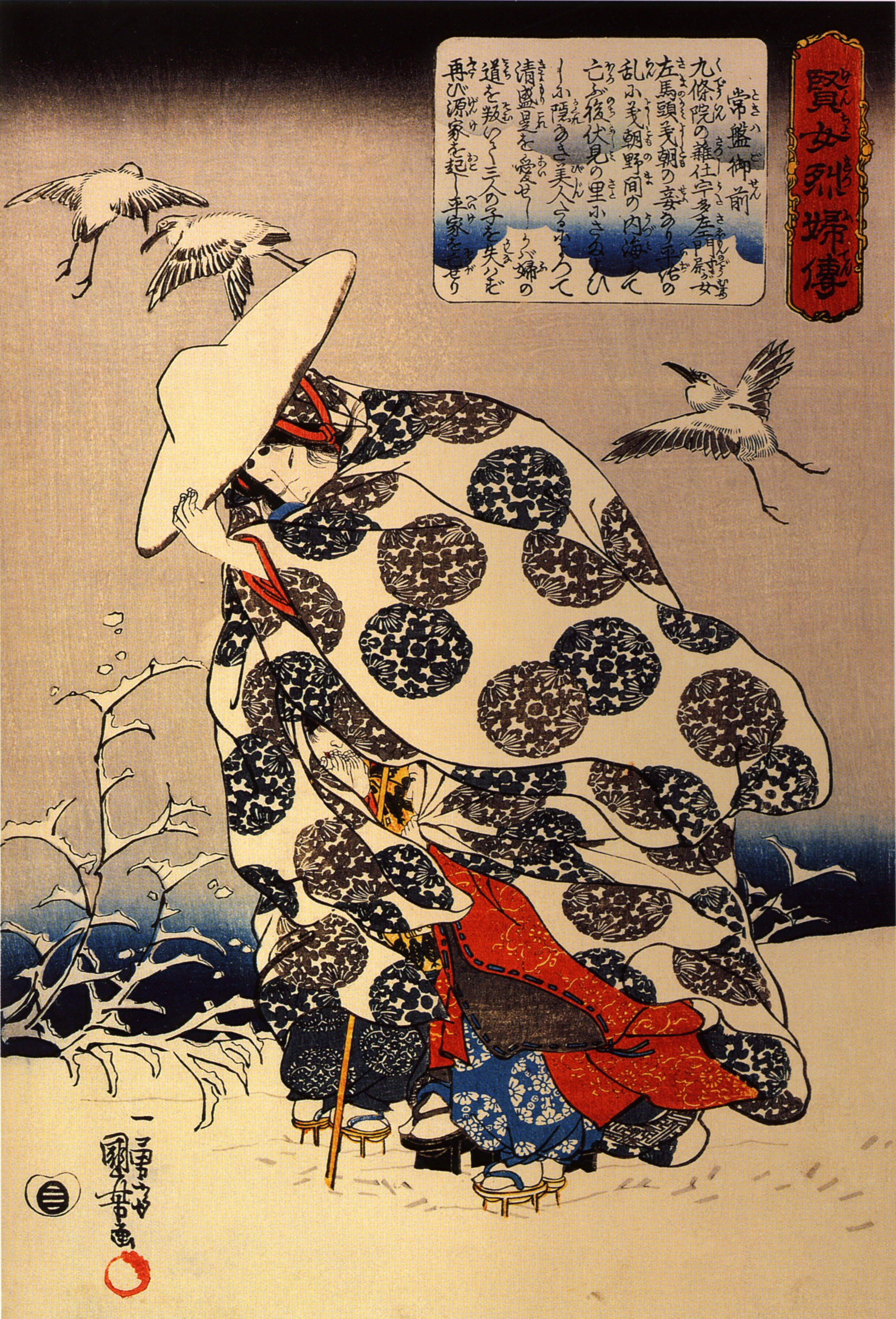
یک نقاشی از توکیوا گوزن همسر میناموتو یوشیتومو درحالی‌که پس از کشته شدن همسرش تنها مانده و فرزندانش را در برف و سرما در زیر لباس خود گرفته‌است. توکیوا مادر میناموتو نو یوشی‌تسونه قهرمان نامدار ژاپنی است.

امپراتور سوتوکو (امپراتوری از: ۱۱۱۹ – ۱۱۶۴ م) نخستین فرزند امپراتور توبا ( ۱۱۰۳ – ۱۱۵۶ م) از همسر وی تاماکو بود. بر طبق کوجیدان (حکایت‌های جمع‌آوری شده در دورهٔ کاماکورا) امپراتور توبا، سوتوکو را ثمرهٔ رابطهٔ نامشروع همسر خود با پدربزرگش، امپراتور شیراکاوا (۱۰۵۲–۱۱۲۹ م)، می‌دانست و در همان کتاب آمده‌است که وی را «اوجیگو» (به معنای عموبچه) صدا می‌زده‌است. به همین علت علاقه‌ای به وی نداشت و پس از به دنیا آمدن پسر دیگرش امپراتور کونوئه (۱۱۳۹–۱۱۵۵ م) که از همسر دیگر مورد علاقه‌اش بود، از امپراتوری سوتوکو خواست که خود را بازنشسته کند تا پسر دیگرش به جای وی بر تخت سلطنت بنشیند. سوتوکو به شرط اینکه بعد از امپراتور کونوئه سلطنت به پسر وی واگذار شود، به خواستهٔ پدرش عمل کرد.
در سال ۱۱۵۵ امپراتور کونوئه (هفتاد و ششمین امپراتور) در سن ۱۷ سالگی درگذشت اما امپراتور توبا، به قولی که داده بود عمل نکرد و قصد داشت که پسر دیگرش امپراتور گو شیراکاوا (۱۱۲۷–۱۱۹۲ م) را به منصب امپراتوری برساند. پسر ارشدش، امپراتور سوتوکو، که در این زمان در حال حکومت پس از کناره‌گیری (اینسی) بود، به‌شدت با این تصمیم پدر مخالف بود و خواستار بر تخت نشستن پسرش بود. پس از بروز این اختلاف، هر دو سعی کردند که با استفاده از قدرت نظامی خاندان میناموتو یا خاندان تایرا در این کشمکش بر حریف خود غلبه کنند. در پی این اختلافات، تایرا نو کیوموری (۱۱۱۸–۱۱۸۱ م) و میناموتو یوشیتومو (۱۱۲۳ – ۱۱۶۰ م) طرف امپراتور توبا را گرفتند و توانستند در پی شورش هوگن در سال ۱۱۵۶ میلادی، امپراتور گو شیراکاوا را به سلطنت برسانند.
در طی شورش هوگن، نقش میناموتو یوشیتومو در پیروزی امپراتور گو شیراکاوا بیش از خاندان تایرا بود، اما پاداشی که در پایان به وی داده شد کمتر از پاداش تایرا نو کیوموری بود. همچنین موضوع دیگری که مورد خشم خاندان میناموتو شد این بود که پس از این شورش تایرا نو کیوموری توانسته بود با شینزی (۱۱۰۶ – ۱۱۶۰ م) مشاور مورد اعتماد امپراتور دوست و متحد شود و مدارج ترقی را به سرعت طی کند.
اواخر سال ۱۱۵۹ هنگامی‌که کیوموری خارج از کیوتو بود میناموتو یوشیتومو طی شورش هیجی به شینزی، حامی وی، در محل اقامتش در کیوتو حمله کرد. شینزی توانست فرار کند اما چند روز بعد، قبل از دستگیری توسط تعقیب‌کنندگانش، خودکشی کرد. یوشیتومو همچنین امپراتور گو شیراکاوا را حبس کرد و توانست در طی این کودتا بر دربار و پایتخت تسلط پیدا کند. کیوموری پس از آگاهی از این شورش به‌سرعت به کیوتو بازگشت و با سپاهی که همراه داشت توانست خاندان میناموتو را شکست دهد. پسر ارشد میناموتو یوشیتومو، میناموتو نو یوشی‌هیرا (۱۱۴۱–۱۱۶۰ م)، گردن زده شد. یوشیتومو پس از شکست به همراه پسر دوم و سومش به سمت شمال ژاپن حرکت کرد اما هنگام فرار، یوشیتومو و پسر دومش کشته شدند. پسر سومش، میناموتو نو یوریتومو (۱۱۴۷–۱۱۹۹ م)، نیز دستگیر و به پایتخت فرستاده شد اما با وساطت و اصرار نامادری کیوموری بخشیده و به ولایت ایزو تبعید شد.  یکی از همسران میناموتو یوشیتومو به نام توکیوا گوزِن از زیباترین زنان عصر و مادر سه پسر یوریتومو بود. او هنگامی که شنید خاندان تایرا به دنبال رد سه پسر یوریتومو و کشتن آنها هستند با پای خود به خانه کیوموری رفت و از وی درخواست عفو کرد. کیوموری که تحت تأثیر زیبایی وی قرار گرفته بود، تقاضایش را قبول کرد. سپس دو پسر بزرگتر وی را به معبد سپرد و بر طبق آنچه در داستان هِی که و داستان ظهور و سقوط خاندان‌های میناموتو و تایرا آمده وی را به مدت چند سال به عنوان همسر غیراصلی به ازدواج خود درآورد. کوچکترین پسر توکیوا، میناموتو نو یوشی‌تسونه (۱۱۵۹–۱۱۸۹ م) نیز که ابتدا در کنار مادر زندگی می‌کرد در خردسالی به معبد سپرده شد.

### رژیم خاندان تایرا

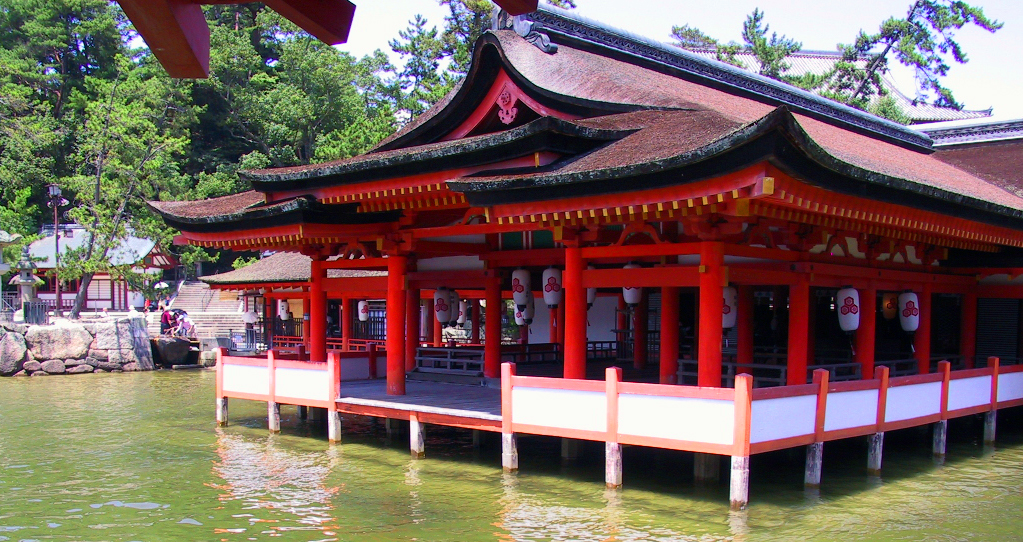
معبد ایتسوکوشیما

بعد از شورش هیجی در سال ۱۱۵۹، اعضای خاندان تایرا از نظر موقعیت کاری و اجتماعی پیشرفت چشمگیری در کیوتو پیدا کردند. نفوذ خاندان میناموتو در دربار امپراتوری از بین رفت و خاندان تایرا تکیه‌گاه منحصربه‌فرد نظامی دربار و امپراتور گو شیراکاوا شد. پس از آن خاندان تایرا دختران خاندان خود را به ازدواج خاندان امپراتور و خاندان‌های اشرافی درآورد و از این طریق توانست به این خاندان‌ها نزدیک شود. تایرا نو کیوموری، خواهرزن خود، تایرا نو شیگه‌کو را به ازدواج امپراتور گو شیراکاوا درآورد و پس از تولد فرزند آنان، امپراتور تاکاکورا (۱۱۶۱–۱۱۸۱ م)، دختر خود تایرا نو توکوکو را نیز به ازدواج امپراتور تاکاکورا درآورد. پس از این دو وصلت با دربار، خاندان تایرا بیش از پیش قدرت گرفت.
در سال ۱۱۶۷ کیوموری به بلندپایه‌ترین رتبه در دولت ژاپن یعنی دایجو دایجین (صدراعظمی) رسید. تا این زمان این مقام در انحصار اشراف و خاندان فوجیوارا بود و کیوموری نخستین سامورایی‌ای بود که توانست به چنین پایه‌ای برسد. کیوموری همچنین به گسترش تجارت با سلسله سونگ در چین نیز توجه داشت و از این طریق توانست سود هنگفتی به دست بیاورد. او قسمت غربی بندر کوبه را توسعه داد و آنجا را به‌صورت پایگاه بازرگانی دریای داخلی ستو درآورد. همچنین برای تأمین امنیت راه‌های دریایی معبد ایتسوکوشیما را بازسازی و مرمت کرد. بدین ترتیب اعضای خاندان تایرا توانستند مانند خاندان‌های اشرافی زندگی کنند.

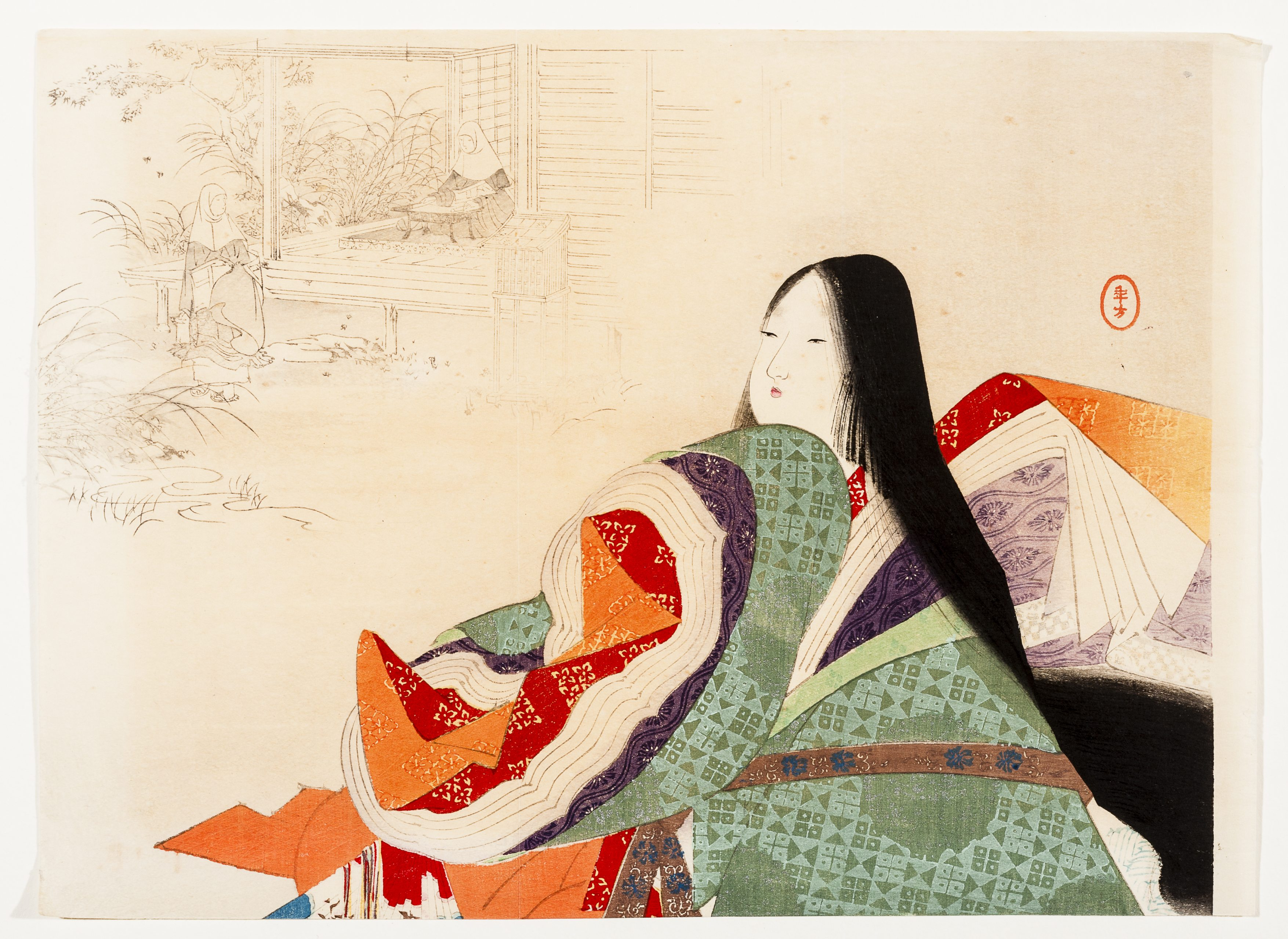
تایرا نو توکوکو دختر تایرا نو کیوموری همسر امپراتور تاکاکورا و مادر امپراتور آنتوکو

در سال ۱۱۶۹ میلادی امپراتور گو شیراکاوا که جوکو (امپراتور بازنشسته) بود به دایجوهو (امپراتور روحانی بودایی) تبدیل شد.
همگام با قدرت‌گیری خاندان تایرا خشونت‌ورزی این خاندان نیز شدت گرفت. در سال ۱۱۷۰ همراهان نوه تایرا نو کیوموری، تایرا نو سوکه‌موری (۱۱۵۸ – ۱۱۸۵ م)، درحالی‌که وی سوار بر تخت روان در حال عبور در جاده بود، به همراهان سشو (مشاور ارشد امپراتور) فوجیوارا نو موتوفوسا، برخورد کردند. از آنجا که محافظان مشاور امپراتور برای عرض احترام از اسب پیاده نشدند، مورد خشونت و آزار خاندان تایرا قرار گرفتند. با افزون شدن چنین حوادثی میل به براندازی خاندان تایرا به‌تدریج در خاندان امپراتوری بروز کرد.

### کودتای کیوموری
در سال ۱۱۷۷ فوجیوارا نو ناریچیکا، فوجیوارا نو ناریتسونه، تایرا نو یاسویوری، سایکوی راهب و شونکان راهب، در منطقه ششیگاتانی در کیوتو در منزل شونکان جلسه‌ای تشکیل دادند و نقشه براندازی رژیم خاندان تایرا را طرح‌ریزی کردند.
خبر این توطئه به کیوموری رسید و تمامی این افراد دستگیر شدند. سایکوی راهب گردن زده شد و فوجیوارا نو ناریتسونه، تایرا نو یاسویوری، و شونکان راهب به جزیره کیکایجیما در کیوشو تبعید شدند. پشت این توطئه امپراتور گو شیراکاوا قرار داشت؛ امپراتور ابتدا موجب قدرت گرفتن کیوموری شد اما هنگامی که نفوذ و قدرت خاندان تایرا بیش از اندازه شد، سیاستی مبنی بر حذف وی در پیش گرفت.
در سال ۱۱۷۹ پسر ارشد کیوموری تایرا نو شیگه‌موری درگذشت. امپراتور گو شیراکاوا اراضی متعلق به وی را مصادره کرد. کیوموری که از این اقدام خشمگین بود، امپراتور گو شیراکاوا را در قلعه توباتونو محبوس کرد و کنترل کشور به دست خاندان تایرا افتاد. کیوموری فرمانداری ولایت‌ها و مقام‌های مهم دیگر را به اعضای خاندان تایرا سپرد، در نتیجه خاندان تایرا کنترل بیش از ۳۰ ولایت از ۶۸ ولایت سراسر کشور را در دست گرفتند. بیان جملهٔ تاریخی «کسی که از خاندان تایرا نباشد آدم نیست» توسط تایرا نو توکی‌تادا برادر زن کیوموری نشانگر انحصار قدرت خاندان تایرا در همین زمان است. در این تغییر سیاسی تایرا نو کیوموری توسط یک کودتا بر کیوتو پایتخت ژاپن مسلط شد و امپراتور گو شیراکاوا را از حکومت پس از کناره‌گیری (اینسی) برکنار کرد.  وی همچنین جهت مقابله با نفوذ روحانیون بودایی که به پشتیبانی امپراتور گو شیراکاوا برخاسته بودند، ۱۵ معبد را در نارا مصادره کرد. پس از آن کیوموری نایب‌السلطنه را که بر طبق رسم آن زمان از خاندان فوجیوارا انتخاب می‌شد، برکنار کرد و به جای وی داماد خود کونوئه موتومیچی را به این سمت گماشت. وی همچنین نوهٔ خود امپراتور آنتوکو را جانشین پدرش امپراتور تاکاکورا کرد و پس از آن به امپراتور تاکاکورا، حکومت پس از کناره‌گیری را واگذار کرد. این تغییرات سیاسی مخالفت شدید اشراف و در رأس آنان خاندان فوجیوارا و همچنین روحانیان بودایی را برانگیخت. روحانیان بودایی رهبری مخالفت با خاندان تایرا را در دست گرفتند و  این خاندان را دشمن بودا خواندند. گسترش این مخالفت‌های چندجانبه در نهایت به انزوای خاندان تایرا منجر شد.

## اوایل جنگ

### شورش شاهزاده موچی‌هیتو
امپراتور تاکاکورا (۱۱۶۱–۱۱۸۱)، هشتادمین امپراتور ژاپن بود. مادر وی تایرا نو شیگه‌کو خواهر زنِ تایرا نو کیوموری و همسر وی نیز دختر کیوموری، به‌نام تایرا نو توکوکو بود. او اندکی پس از تولد پسرش تحت فشار قرار گرفت تا از سلطنت کناره‌گیری کند و پس از کناره‌گیری‌اش در سال ۱۱۸۰، کیوموری نوهٔ دوسالهٔ خود، امپراتور آنتوکو (۱۱۷۸–۱۱۸۵ م)، را بر تخت امپراتوری نشاند. در نتیجهٔ این کار، شاهزاده موچی‌هیتو (۱۱۵۱–۱۱۸۰ م)، پسر امپراتور گو شیراکاوا، احساس کرد که از جایگاه قانونی و حق خود نسبت به سلطنت محروم شده‌است. او قصد داشت با کمک میناموتو نو یوریماسا (۱۱۰۶ – ۱۱۸۰ م) به مبارزه‌ای مسلحانه علیه خاندان تایرا دست بزند. در بهار سال ۱۱۸۰، یوریماسا به سایر رهبران میناموتو و معبدها، (معبد انریاکو، معبد اونجو و دیگر معابد) پیغام فرستاد و به نام شاهزاده موچی‌هیتو برای مجازات تایرا نو کیوموری درخواست کمک کرد. میناموتو نو یوریماسا فراخوان براندازی خاندان تایرا را به میناموتو نو یوکی‌ایه اطلاع داد و از وی خواست این موضوع را به تمام اعضای خاندان میناموتو در سراسر کشور اطلاع دهد.
| دیگر همسران                                   | دیگر همسران                                   | دیگر همسران                                   | دیگر همسران                                   | دیگر همسران                                   | دیگر همسران                                   |  |  |                                            |                                            |                                            |                                            |                                            |                                            |  |  | امپراتور گو شیراکاوا (۷۷) | امپراتور گو شیراکاوا (۷۷) | امپراتور گو شیراکاوا (۷۷) | امپراتور گو شیراکاوا (۷۷) | امپراتور گو شیراکاوا (۷۷) | امپراتور گو شیراکاوا (۷۷) |  |  |                                               |                                               |                                               |                                               |                                               |                                               |  |  | تایرا نو شیگه‌کو                              | تایرا نو شیگه‌کو                              | تایرا نو شیگه‌کو                              | تایرا نو شیگه‌کو                              | تایرا نو شیگه‌کو                              | تایرا نو شیگه‌کو                              |  |  |                                                   |                                                   |                                                   |                                                   |                                                   |                                                   |  |  |  |  |  |  |  |  |  |  |  |  |  |  |  |  |  |  |  |  |  |  |  |  |  |  |  |  |  |  |  |  |  |  |  |  |
| دیگر همسران                                   | دیگر همسران                                   | دیگر همسران                                   | دیگر همسران                                   | دیگر همسران                                   | دیگر همسران                                   |  |  |                                            |                                            |                                            |                                            |                                            |                                            |  |  | امپراتور گو شیراکاوا (۷۷) | امپراتور گو شیراکاوا (۷۷) | امپراتور گو شیراکاوا (۷۷) | امپراتور گو شیراکاوا (۷۷) | امپراتور گو شیراکاوا (۷۷) | امپراتور گو شیراکاوا (۷۷) |  |  |                                               |                                               |                                               |                                               |                                               |                                               |  |  | تایرا نو شیگه‌کو                              | تایرا نو شیگه‌کو                              | تایرا نو شیگه‌کو                              | تایرا نو شیگه‌کو                              | تایرا نو شیگه‌کو                              | تایرا نو شیگه‌کو                              |  |  |                                                   |                                                   |                                                   |                                                   |                                                   |                                                   |  |  |  |  |  |  |  |  |  |  |  |  |  |  |  |  |  |  |  |  |  |  |  |  |  |  |  |  |  |  |  |  |  |  |  |  |
|                                               |                                               |                                               |                                               |                                               |                                               |  |  |                                            |                                            |                                            |                                            |                                            |                                            |  |  |                           |                           |                           |                           |                           |                           |  |  |                                               |                                               |                                               |                                               |                                               |                                               |  |  |                                              |                                              |                                              |                                              |                                              |                                              |  |  |                                                   |                                                   |                                                   |                                                   |                                                   |                                                   |  |  |  |  |  |  |  |  |  |  |  |  |  |  |  |  |  |  |  |  |  |  |  |  |  |  |  |  |  |  |  |  |  |  |  |  |
|                                               |                                               |                                               |                                               |                                               |                                               |  |  |                                            |                                            |                                            |                                            |                                            |                                            |  |  |                           |                           |                           |                           |                           |                           |  |  |                                               |                                               |                                               |                                               |                                               |                                               |  |  |                                              |                                              |                                              |                                              |                                              |                                              |  |  |                                                   |                                                   |                                                   |                                                   |                                                   |                                                   |  |  |  |  |  |  |  |  |  |  |  |  |  |  |  |  |  |  |  |  |  |  |  |  |  |  |  |  |  |  |  |  |  |  |  |  |
| پسر ارشد امپراتور نیجو (۷۸) نام مادر آتسوشیکو | پسر ارشد امپراتور نیجو (۷۸) نام مادر آتسوشیکو | پسر ارشد امپراتور نیجو (۷۸) نام مادر آتسوشیکو | پسر ارشد امپراتور نیجو (۷۸) نام مادر آتسوشیکو | پسر ارشد امپراتور نیجو (۷۸) نام مادر آتسوشیکو | پسر ارشد امپراتور نیجو (۷۸) نام مادر آتسوشیکو |  |  | سومین پسر شاهزاده موچی‌هیتو نام مادر شیگه‌کو | سومین پسر شاهزاده موچی‌هیتو نام مادر شیگه‌کو | سومین پسر شاهزاده موچی‌هیتو نام مادر شیگه‌کو | سومین پسر شاهزاده موچی‌هیتو نام مادر شیگه‌کو | سومین پسر شاهزاده موچی‌هیتو نام مادر شیگه‌کو | سومین پسر شاهزاده موچی‌هیتو نام مادر شیگه‌کو |  |  |                           |                           |                           |                           |                           |                           |  |  | هفتمین پسر امپراتور تاکاکورا (۸۰)             | هفتمین پسر امپراتور تاکاکورا (۸۰)             | هفتمین پسر امپراتور تاکاکورا (۸۰)             | هفتمین پسر امپراتور تاکاکورا (۸۰)             | هفتمین پسر امپراتور تاکاکورا (۸۰)             | هفتمین پسر امپراتور تاکاکورا (۸۰)             |  |  |                                              |                                              |                                              |                                              |                                              |                                              |  |  |                                                   |                                                   |                                                   |                                                   |                                                   |                                                   |  |  |  |  |  |  |  |  |  |  |  |  |  |  |  |  |  |  |  |  |  |  |  |  |  |  |  |  |  |  |  |  |  |  |  |  |
| پسر ارشد امپراتور نیجو (۷۸) نام مادر آتسوشیکو | پسر ارشد امپراتور نیجو (۷۸) نام مادر آتسوشیکو | پسر ارشد امپراتور نیجو (۷۸) نام مادر آتسوشیکو | پسر ارشد امپراتور نیجو (۷۸) نام مادر آتسوشیکو | پسر ارشد امپراتور نیجو (۷۸) نام مادر آتسوشیکو | پسر ارشد امپراتور نیجو (۷۸) نام مادر آتسوشیکو |  |  | سومین پسر شاهزاده موچی‌هیتو نام مادر شیگه‌کو | سومین پسر شاهزاده موچی‌هیتو نام مادر شیگه‌کو | سومین پسر شاهزاده موچی‌هیتو نام مادر شیگه‌کو | سومین پسر شاهزاده موچی‌هیتو نام مادر شیگه‌کو | سومین پسر شاهزاده موچی‌هیتو نام مادر شیگه‌کو | سومین پسر شاهزاده موچی‌هیتو نام مادر شیگه‌کو |  |  |                           |                           |                           |                           |                           |                           |  |  | هفتمین پسر امپراتور تاکاکورا (۸۰)             | هفتمین پسر امپراتور تاکاکورا (۸۰)             | هفتمین پسر امپراتور تاکاکورا (۸۰)             | هفتمین پسر امپراتور تاکاکورا (۸۰)             | هفتمین پسر امپراتور تاکاکورا (۸۰)             | هفتمین پسر امپراتور تاکاکورا (۸۰)             |  |  |                                              |                                              |                                              |                                              |                                              |                                              |  |  |                                                   |                                                   |                                                   |                                                   |                                                   |                                                   |  |  |  |  |  |  |  |  |  |  |  |  |  |  |  |  |  |  |  |  |  |  |  |  |  |  |  |  |  |  |  |  |  |  |  |  |
|                                               |                                               |                                               |                                               |                                               |                                               |  |  |                                            |                                            |                                            |                                            |                                            |                                            |  |  |                           |                           |                           |                           |                           |                           |  |  |                                               |                                               |                                               |                                               |                                               |                                               |  |  |                                              |                                              |                                              |                                              |                                              |                                              |  |  |                                                   |                                                   |                                                   |                                                   |                                                   |                                                   |  |  |  |  |  |  |  |  |  |  |  |  |  |  |  |  |  |  |  |  |  |  |  |  |  |  |  |  |  |  |  |  |  |  |  |  |
| امپراتور روکوجو (۷۹)                          | امپراتور روکوجو (۷۹)                          | امپراتور روکوجو (۷۹)                          | امپراتور روکوجو (۷۹)                          | امپراتور روکوجو (۷۹)                          | امپراتور روکوجو (۷۹)                          |  |  |                                            |                                            |                                            |                                            |                                            |                                            |  |  |                           |                           |                           |                           |                           |                           |  |  | امپراتور آنتوکو (۸۱) نام مادر تایرا نو توکوکو | امپراتور آنتوکو (۸۱) نام مادر تایرا نو توکوکو | امپراتور آنتوکو (۸۱) نام مادر تایرا نو توکوکو | امپراتور آنتوکو (۸۱) نام مادر تایرا نو توکوکو | امپراتور آنتوکو (۸۱) نام مادر تایرا نو توکوکو | امپراتور آنتوکو (۸۱) نام مادر تایرا نو توکوکو |  |  | شاهزاده موریسادا نام مادر فوجیوارا نو شوکوشی | شاهزاده موریسادا نام مادر فوجیوارا نو شوکوشی | شاهزاده موریسادا نام مادر فوجیوارا نو شوکوشی | شاهزاده موریسادا نام مادر فوجیوارا نو شوکوشی | شاهزاده موریسادا نام مادر فوجیوارا نو شوکوشی | شاهزاده موریسادا نام مادر فوجیوارا نو شوکوشی |  |  | امپراتور گو-توبا (۸۲) نام مادر فوجیوارا نو شوکوشی | امپراتور گو-توبا (۸۲) نام مادر فوجیوارا نو شوکوشی | امپراتور گو-توبا (۸۲) نام مادر فوجیوارا نو شوکوشی | امپراتور گو-توبا (۸۲) نام مادر فوجیوارا نو شوکوشی | امپراتور گو-توبا (۸۲) نام مادر فوجیوارا نو شوکوشی | امپراتور گو-توبا (۸۲) نام مادر فوجیوارا نو شوکوشی |  |  |  |  |  |  |  |  |  |  |  |  |  |  |  |  |  |  |  |  |  |  |  |  |  |  |  |  |  |  |  |  |  |  |  |  |

تایرا نو کیوموری قبل از شروع حمله از این جریان مطلع شد. از آنجایی که در کیوتو معابد بسیاری وجود داشتند که در اثر فراخوان شاهزاده موچی‌هیتو ممکن بود به وی بپیوندند، در ژوئن ۱۱۸۰، کیوموری پایتخت را از کیوتو به فوکوهارا-کیو (کوبه امروزی) انتقال داد. همچنین دو امپراتور بازنشسته، یعنی امپراتور گو شیراکاوا و امپراتور تاکاکورا، و امپراتور کودک، یعنی امپراتور آنتوکو را نیز همراه خود به فوکوهارا-کیو برد.
کیوموری به دنبال زندانی‌کردن شاهزاده موچی‌هیتو بود و سربازان خود را برای تعقیب و دستگیری او فرستاد. شاهزاده تا معبد اونجو در پای کوه هیئی عقب‌نشینی کرد، اما متوجه شد که سوهی‌های معبد اونجو نمی‌توانند امنیت وی را تأمین کنند؛ بنابراین یک بار دیگر همراه با نیروی کوچکی از خاندان میناموتو، از میان رود یودو رد شد و به سالن ققنوس معبد بیودو-این وارد شد. نیروهای خاندان تایرا به آنان رسیدند و نبرد اوجی درگرفت. محل نبرد پل رودخانه بود و در نهایت جنگجویان خاندان میناموتو مجدداً به سالن ققنوس معبد بازگشتند. در این مکان بود که میناموتو نو یوریماسا پس از شکست در ۲۰ ژوئن ۱۱۸۰ هاراکیری کرد. شاهزاده موچی‌هیتو فرار کرد اما در راه دستگیر و خیلی زود کشته شد. واکنش تایرا نو کیوموری موجب عمیق‌تر شدن نفرت خاندان میناموتو از خاندان تایرا شد. مخالفان خاندان تایرا که به علت وصلت خاندان تایرا با خاندان سلطنتی از مبارزه و برخورد با این خاندان بانفوذ خودداری می‌کردند، پس از مرگ شاهزاده موچی‌هیتو که از خاندان سلطنتی بود، بهانه‌ای برای آغاز مقابله و جنگ پیدا کردند.

### ورود میناموتو یوریتومو به جنگ
میناموتو نو یوریتومو پسر ارشد میناموتو نو یوشیتومو پس از کشته شدن پدرش در پایان شورش هیجی به ولایت ایزو تبعید شد و همچنان ۲۰ سال بود که در تبعید به‌سر می‌برد. یوریتومو در این جزیره با هوجو ماساکو دختر هوجو توکی‌ماسا، از صاحب‌منصبان محلی، ازدواج کرده بود. به نوشته آزوما کاگامی در روز نهم ماه آوریل ۱۱۸۰ میلادی، عموی وی میناموتو نو یوکی‌ایه به ایزو رفت و خبر فراخوان شاهزاده موچی‌هیتو را به اطلاع وی رساند.
در روز ۱۷ اوت همان سال یوریتومو در اولین قدم در راه برانداختن خاندان تایرا شبانه همراه سپاهی کوچک به یاماکی کانه‌تاکا، از صاحب‌منصبان وابسته به خاندان تایرا در محل سکونتش در ایزو، حمله کرد و وی را کشت. سپس به قصد پیوستن به خاندان میئورا که از ملازمان پدرش بودند، به سمت شبه‌جزیره میئورا (استان کاناگاوا امروزی) حرکت کرد.
یوریتومو در روز ۲۳ اوت به کوه ایشی‌باشی رسید. بر اساس کتاب آزوما کاگامی در آنجا وی با سپاهی ۳۰۰۰ نفری از خاندان تایرا مواجه شد و در میان باران شدید بسیاری از افراد سپاه ۳۰۰ نفری‌اش کشته شدند و باقیماندهٔ آن‌ها به طرف کوه‌های هاکونه فرار کردند و در داخل کوه پنهان شدند. چند روز بعد آن‌ها با قایقی کوچک از راه دریا به شبه‌جزیره میئورا رسیدند که اهالی‌اش از زمان‌های قدیم پیوند عمیقی با خاندان میناموتو داشتند. یوریتومو فراخوان شاهزاده موچی‌هیتو را برای آنان خواند و از آنان تقاضا کرد به شورش بپیوندند. سامورایی‌های در خدمت کازوسا هیروتسونه و چیبا تسونه‌تانه پس از شنیدن سخنان یوریتومو به وی ملحق شدند. بر اساس داستان هِی‌کِه طی مدت تنها ۴۰ روز سپاهیانی که به وی ملحق شدند بالغ بر ۵۰ هزار نفر بودند. آنان به شهر کاماکورا وارد شدند. سامورایی‌های دیگر نیز که یوریتومو را به عنوان وارث بر حق رهبر قبلی خاندان میناموتو و رهبر جدید خاندان میناموتو می‌دانستند به‌تدریج در شهر کاماکورا جمع شده و به سپاه یوریتومو ملحق شدند.
کاماکورا شهری بود که اجداد یوریتومو معبد اختصاصی خاندان میناموتو به‌نام تسوروگائوکا هاچیمانگو را در آن ساخته بودند. این شهر از یک سو با کوه‌ها احاطه شده بود و از طرف دیگر به دریا راه داشت بنابراین از نظر دفاعی مانند دژی طبیعی بود. به همین دلایل یوریتومو، کاماکورا را پایگاه خود قرار داد.

### شکست خاندان تایرا در نبرد فوجیگاوا
بعد از ورود یوریتومو به کاماکورا، در پاییز سال ۱۱۸۰، به او خبر رسید که سپاه خاندان تایرا برای مقابله با وی تا رود فوجی در دامنهٔ کوه فوجی پیش آمده‌است. تایرا نو کیوموری، نوهٔ خود تایرا نو کوره‌موری (۱۱۶۰–۱۱۸۴ م) را فرمانده این سپاه قرار داده بود. یوریتومو همراه با سپاه خود از کاماکورا خارج شد. در داستان هِی‌که تعداد سپاهیان یوریتومو در این نبرد ۲۰۰ هزار نفر ذکر شده‌ که بسیار مبالغه‌آمیز است. در طی مسیر تاکدا نوبویوشی از خاندان تاکدا (شعبه‌ای از خاندان میناموتو) به وی ملحق شد. سپاه خاندان میناموتو که در نزدیکی اردوگاه خاندان تایرا مستقر بود، در تاریکی شب شروع به حرکت برای جاگیری در محل مناسب برای حمله کرد. در اثر این حرکت دستهٔ بسیار بزرگی از پرندگان آبی که بر روی رودخانه در حال شنا بودند با سروصدای زیاد شروع به پرواز کردند. بلند شدن ناگهانی صدای پرندگان موجب شد سپاه خاندان تایرا به اشتباه فکر کند که حمله شروع شده‌است و هراس آنان به هرج‌ومرجی بزرگ و در نهایت به فرار آنها منجر شد. این ماجرا در سانکای کی نیز نقل شده و احتمال صحت آن قوی است. یوریتومو بدون اینکه حتی جنگی کرده باشد به پیروزی بزرگی در نبرد فوجیگاوا دست پیدا کرد و از این پس عزم کرد پایتخت را تصرف کند اما مشاورانش به وی پیشنهاد کردند نخست خاندان‌های مناطق اطراف کاماکورا را تابع خود کرده و پس از پیدا کردن آمادگی بیشتر به پایتخت حمله کند. بر اساس داستان هِی‌که، یوریتومو برای اولین بار با برادر کوچکترش میناموتو نو یوشی‌تسونه در محل وقوع این جنگ در دامنهٔ کوه فوجی دیدار و گفتگو کرد. اما ورود یوشی‌تسونه در جنگ‌ها و پشتیبانی وی از برادر بزرگترش پس از این جنگ بود.

### اقدامات کیوموری علیه معابد
اواخر سال ۱۱۸۰ به دنبال پیروزی خاندان تایرا در شورش شاهزاده موچی‌هیتو، این خاندان در پی انتقام‌گیری از معابدی برآمد که در نارا همراه شاهزاده موچی‌هیتو دست به شورش زده بودند. رزمندگان خاندان تایرا قبل از رفتن به نارا معبد اونجو را سوزاندند؛ سپس در نارا معبد کوفوکو-جی و تودای‌جی را مورد حمله قرار دادند. مجسمه بزرگ بودا در معبد تودای‌جی در اثر این حمله سوخت. مدت کوتاهی پس از این حمله در فوریه سال ۱۱۸۱ کیوموری دچار تب شدیدی شد و درگذشت.

## میانه جنگ

### نبرد یوشیناکا و نو کوره‌موری
پسر عموی یوریتومو میناموتو نو یوشیناکا (۱۱۵۴–۱۱۸۴ م) نام داشت. او پس از کشته شدن پدرش از دو سالگی به دست یکی از بستگانشان در استان ناگانو پرورش یافته بود. یوشیناکا پس از فراخوان شاهزاده موچی‌هیتو در سال ۱۱۸۰ با سپاهی که فراهم کرد توانست مناطقی از استان نیگاتای کنونی را تحت سلطه خود درآورد. در سال ۱۱۸۱ قحطی بزرگی اتفاق افتاد و بسیاری از مردم در کیوتو از گرسنگی مردند. همچنین از تعداد سربازان که بیشترشان کشاورز بودند کاسته شد و برای مدتی جنگ بزرگی درنگرفت؛ بنابراین برای مدتی یوشیناکا در شمال و یوریتومو در شرق و خاندان تایرا در پایتخت آن دوران، کیوتو، بدون درگیری بزرگی در دشمنی به سر بردند.

در سال ۱۱۸۳ نوه کیوموری با نام تایرا نو کوره‌موری درصدد پس گرفتن زمین‌هایی برآمد که به‌دست یوشیناکا تصرف شده بود. او با سپاهش عازم شمال ژاپن شد و در ۱۱ مه در تنگه‌ای به‌نام «کوریکارا» با یوشیناکا درگیر شد. شمار سپاهیان یوشیناکا بسیار کمتر بود اما توانست حملات غافلگیرانه متعددی به مواضع خاندان تایرا انجام دهد. بنابر فرضیه‌ای، آنها صدها گاو را در داخل کوه جمع کرده و به شاخ آنها مشعل وصل کردند و یکباره از بلندی گاوها را به سمت سپاه دشمن رم دادند. خاندان تایرا که از دیدن چنین صحنه‌ای دچار وحشت شده بودند، همراه با اسب‌ها به ته دره پرت شدند. هرچند گمان می‌رود این داستان تخیلی باشد که از واقعه‌ای در کشور چین برگرفته شده است.  این پیروزی راه ورود سپاه یوشیناکا به پایتخت را باز کرد.
در ژوئن ۱۱۸۳ سپاه یوشیناکا در نبرد شینوهارا نیز به پیروزی رسیدند و سپاه خاندان تایرا در حال فرار را تعقیب کردند و در نهایت به نزدیکی پایتخت رسیدند. خاندان تایرا که سقوط پایتخت را نزدیک می‌دیدند سه روز قبل از ورود سپاه یوشیناکا، در ۲۵ ژوئیه امپراتور آنتوکو (نوه کیوموری) و سه نشانه امپراتوری یا سه گنجینه مقدس ژاپن را همراه خود کردند و از پایتخت به سمت غرب ژاپن که طرفداران خاندان تایرا در آن بسیار بودند، گریختند. همچنین امپراتور بازنشسته گو شیراکاوا نیز یک روز قبل از آن به قصد پیوستن به سپاه یوشیناکا از پایتخت به طرف کوه هیئی گریخته بود. دو ماه پس از ورود سپاه یوشیناکا به کیوتو از آنجا که وجود یک امپراتور در پایتخت ضروری بود، امپراتور گو شیراکاوا نوهٔ سه‌ساله‌اش امپراتور گو-توبا را بر تخت پادشاهی ژاپن نشاند. بدین ترتیب به طرز بی‌سابقه‌ای برای نخستین بار در تاریخ ژاپن تا سال ۱۱۸۵، همزمان در این کشور دو امپراتور رسمی وجود داشت.

### پایتخت تحت تصرف یوشیناکا
اندکی پس از گریز خاندان تایرا از پایتخت، سپاه یوشیناکا وارد کیوتو شد. از آنجا که سربازان یوشیناکا رفتار خشونت‌آمیزی با مردم داشتند، یوشیناکا نزد مردم اعتبار و شهرت خوبی نداشت. امپراتور شیراکاوا که در پایتخت باقی مانده بود تصمیم گرفت برای تأمین امنیت، یوشیناکا را به بهانه‌ای از پایتخت دور کند؛ بنابراین، به وی دستور داد که خاندان تایرا را در غرب ژاپن براندازد. در ضمن امپراتور شیراکاوا حکمرانی یوریتومو در شرق ژاپن را پذیرفت.
یوشیناکا که به قصد امپراتور پی برده بود اندکی پس از آغاز سال ۱۱۸۴ به محل سکونت امپراتور شیراکاوا حمله کرد و آن را آتش زد و وی را در یکی از خانه‌های فرعی خاندان امپراتور محبوس کرد. یوشیناکا که با این اقدام توانسته بود حکومت را در دست بگیرد، نایب‌السلطنه و وزیر داخلی را برکنار کرد و به جای آنان اشخاصی را که موافق میلش بودند، جایگزین کرد.

### شکست یوشیناکا
یوریتومو که در کاماکورا بود با شنیدن اخبار پایتخت دو برادر کوچکترش میناموتو نو یوشی‌تسونه و میناموتو نو نوری‌یوری را فرمانده سپاه قرار داد و سپاهی را از کاماکورا برای برانداختن پسرعمویش یوشیناکا به سمت پایتخت روانه کرد. یوشیناکا سپاهی را برای مقابله فرستاد. در ۲۰ ژانویه ۱۱۸۴ سپاه یوشیناکا از سپاه یوشی‌تسونه در نبرد اوجی (۱۱۸۴) شکست خورد. یوشیناکا از پایتخت فرار کرد و در ۲۱ فوریه همان سال در نبرد آوازو کشته شد. کشته شدن وی شش ماه بعد از ورود وی به پایتخت بود.

## اواخر جنگ

### نبرد ایچی نو تانی
در سپتامبر سال ۱۱۸۳، امپراتور گو شیراکاوا نوهٔ خردسال خود امپراتور گو-توبا را به سلطنت رسانده بود اما سه گنجینه مقدس ژاپن که نماد تأیید مشروعیت امپراتور از جانب الههٔ خورشید آماتراسو بودند همچنان در دست خاندان تایرا باقی مانده بود. امپراتور گو شیراکاوا در اواخر ژانویه سال ۱۱۸۴ فرمانی مبنی بر براندازی کامل خاندان تایرا به یوریتومو صادر کرد و از وی خواست به هر طریقی که ممکن است سه گنجینه را از خاندان تایرا بازپس گیرد. یوریتومو این فرمان را پذیرفت و به دو برادر کوچکترش میناموتو نو نوری‌یوری و یوشی‌تسونه که تازه پسرعمویشان یوشیناکا را شکست داده بود، دستور لشکرکشی و تعقیب خاندان تایرا را داد. خاندان تایرا در این زمان در نزدیکی شهر فوکوهارا-کیو (کوبه امروزی) که قبلاً به مدت شش ماه توسط این خاندان پایتخت اعلام شده بود اقامت داشتند. جلوی این منطقه دریا و پشت آن تپه‌ای با شیبی بسیار تند به نام «ایچی نو تانی» قرار داشت و دسترسی به آن نامحتمل به نظر می‌رسید. یوشی‌تسونه از راه کوهستان و برادرش از جاده‌ای در کنار دریا عازم رسیدن به قرارگاه خاندان تایرا شدند؛ بر طبق نوشته داستان هِی‌که و داستان ظهور و سقوط خاندان‌های میناموتو و تایرا، در ۲۰ مارس ۱۱۸۴ یوشی‌تسونه فرماندهی ۱۰ هزار نفر سپاهی را برعهده داشت و لشکرش را به دو دسته تقسیم کرده بود. خود وی همراه با ۷۰ جنگجو سوار بر اسب از تپه مشرف بالا رفته و ناگهان از سراشیبی تند تپه پایین آمده و از پشت سر به خاندان تایرا حمله کردند. خاندان تایرا که به هیچ‌وجه انتظار چنین حمله‌ای را از تپه پشت سر خود نداشتند به‌سرعت متوجه شدند که از هر دو طرف ساحل نیز مورد یورش سپاهیان دیگری هستند و در محاصره قرار گرفته‌اند. خاندان تایرا که توانایی مقابله با این حملهٔ چندجانبه را نداشتند با عجله به قصد سوار شدن بر قایق به طرف دریا فرار کردند اما بسیاری از آنان حین فرار کشته شدند. یوشی‌تسونه پس از پیروزی در نبرد ایچی نو تانی به کیوتو بازگشت و توسط امپراتور مورد تمجید و ارتقای درجه قرار گرفت.

### نبرد یاشیما

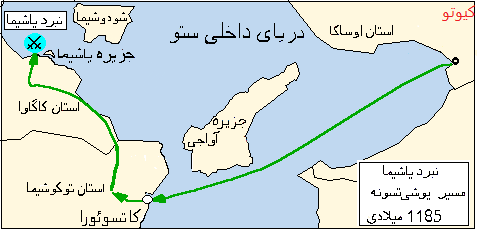
مسیر یوشی‌تسونه در نبرد یاشیما

خاندان تایرا پس از شکست در نبرد ایچی نو تانی به نواحی جنوبی‌تر ژاپن رفتند، پایگاه خود را جزیره یاشیما (در استان کاگاوا کنونی) قرار دادند و کنترل گذرگاهی آبی که به دریای داخلی ستو وصل می‌شد را در دست گرفتند. خاندان میناموتو تا آن زمان کشتی جنگی تدارک ندیده بودند و توانایی تعقیب خاندان تایرا را نداشتند. یوریتومو برادر کوچکترش یوشی‌تسونه را مأمور امنیت کیوتو قرار داد و برادر دیگر یوریتومو با نام میناموتو نو نوری‌یوری را برای تصرف منطقه کیوشو به جنوب ژاپن فرستاد. او توانست در ماه فوریه ۱۱۸۵ به کیوشو وارد شود و دازایفو را تصرف کند و منطقه کیوشو را تحت کنترل درآورد. یوریتومو به یوشی‌تسونه نیز دستور داد به یاشیما لشکر بکشد و خاندان تایرا را از بین ببرد.
یوشی‌تسونه در ۱۷ فوریه ۱۱۸۵ تنها با ۵ کشتی در هوای بد و باران شدید از واتانابه در اوساکا حرکت کرد و روز بعد به کاتسوئورا (در استان توکوشیمای کنونی) رسید. سپس از راه زمینی راهی جزیره یاشیما شد. او در ۱۹ فوریه به پشت محل اقامت خاندان تایرا رسید و با آتش زدن مناطق اطراف، طوری وانمود کرد که سپاهی بزرگ به منطقه حمله کرده‌است. خاندان تایرا که منتظر حمله از طرف دریای داخلی ستو بودند به سرعت سوار قایق‌های خود شدند و راه فرار را پیش گرفتند و به شیمونوسِکی رفتند، که یک ماه بعد در آنجا در نبرد دان نو اورا متحمل شکست نهایی شدند.

### نبرد نهایی، دان نو اورا
بیشتر سامورایی‌های خاندان تایرا به خاندان میناموتو پیوسته بودند، اما نیروی دریایی خاندان تایرا همچنان به این خاندان وفادار مانده بود. یک ماه و نیم پس از شکست در نبرد یاشیما در روز ۲۲ آوریل ۱۱۸۵ یوشی‌تسونه همراه با سپاهش به سمت هیکوشیما در جنوب ژاپن حرکت کرد. روز ۲۴ آوریل روز نبرد نهایی با نام نبرد دان نو اورا بود. بر اساس کتاب آزوما کاگامی ناوگان دریایی خاندان میناموتو ۸۴۰ کشتی و خاندان تایرا ۵۰۰ کشتی دراختیار داشت. سربازانی که خاندان میناموتو همراه داشتند در جنگ‌های دریایی مهارت نداشتند، اما خاندان تایرا کسانی را همراه داشتند که در جنگ‌های دریایی باتجربه بودند. در شروع، پیروزی با خاندان تایرا بود اما عصر آن روز جریان آب تغییر کرد و پیروزی قطعی به نفع خاندان میناموتو رقم خورد. پس از قطعی شدن شکست خاندان تایرا، همسر تایرا نو کیوموری که در داخل یکی از کشتی‌ها بود، نوهٔ خود امپراتور آنتوکو را همراه با دو گنجینه مقدس بغل گرفت و خود را به دریا پرت کرد. یکی از این دو گنجینه که شمشیر کوساناگی بود در پی این ماجرا برای همیشه در دریا گم شد. مادر امپراتور آنتوکو، تایرا نو توکیکو، رهبر خاندان تایرا، تایرا نو مونه‌موری و پسر ارشدش نیز خود را به دریا پرت کردند اما توسط سربازان خاندان تایرا از آب بیرون کشیده شدند.
خاندان تایرا پس از شکست در این نبرد قدرت سیاسی خود را برای همیشه از دست داد.

## حوادث بعدی

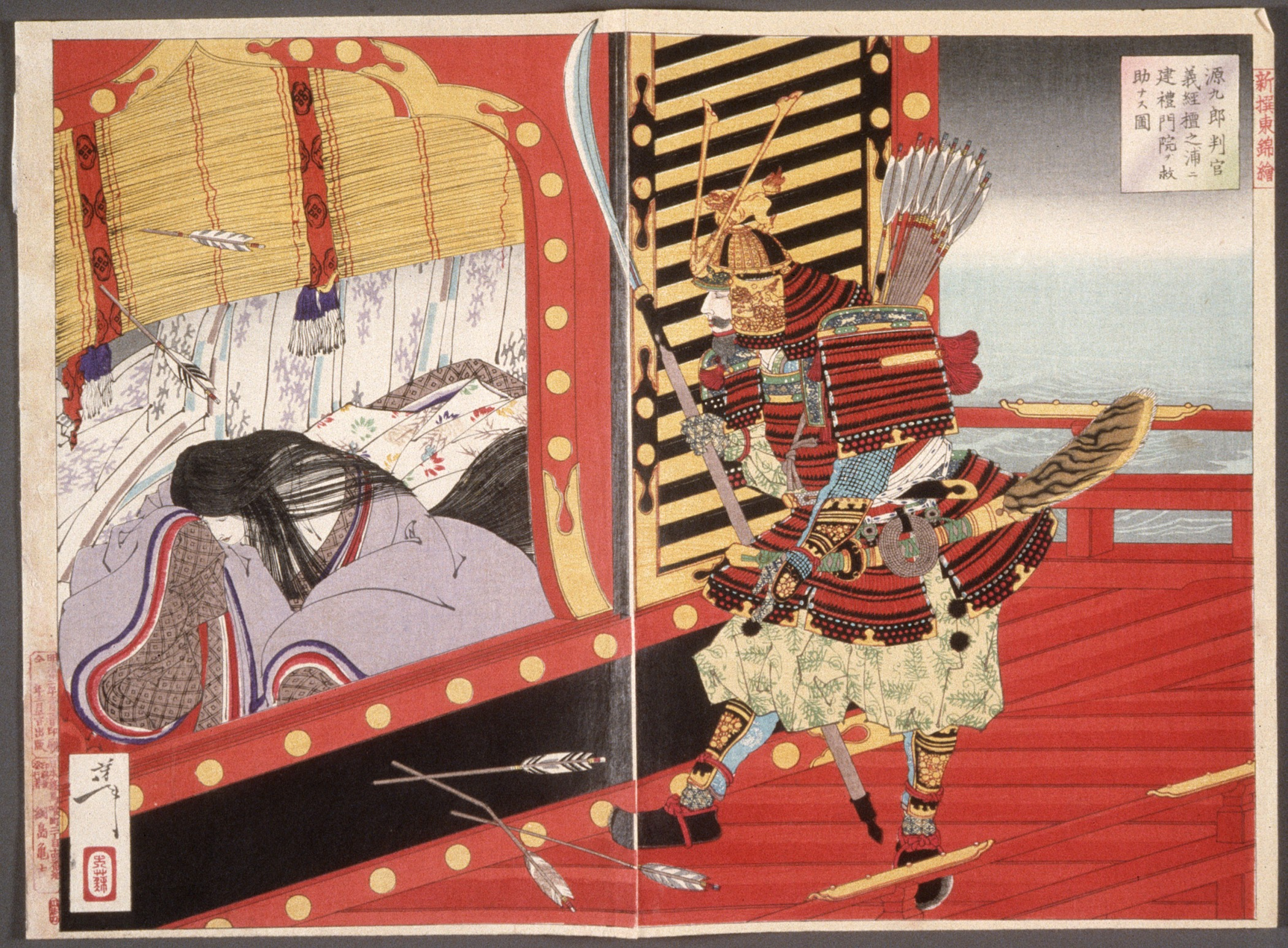
در پایان نبرد دان نو اورا بسیاری از بزرگان خاندان تایرا با پرت کردن خود به دریا خودکشی کردند. در این نقاشی میناموتو نو یوشی‌تسونه و مادر امپراتور آنتوکو، تایرا نو توکیکو پس از نجات از دریا به تصویر کشیده شده‌اند.

یوشی‌تسونه در پیروزی خاندان میناموتو نقش بسیار بزرگی بازی کرد، اما به تدریج روابط وی با برادر بزرگترش یوریتومو به تیرگی گرایید. پس از نبرد ایچی نو تانی یوشی‌تسونه بدون اینکه اجازه رهبر خاندان میناموتو، یوریتومو، را داشته باشد مقام کبیئیشی، مأمور ویژه امپراتور جهت امنیت کیوتو، که از طرف امپراتور گو شیراکاوا به وی پیشنهاد شده بود را پذیرفت. این امر موجب نگرانی از قدرت‌گیری برادر و خشم یوریتومو شد، زیرا مقام فرماندهی این جنگ را برعهده داشت و انتظار داشت پاداش پیروزی به دست آمده به شخص وی داده شود نه به برادر کوچکترش که ملازم وی محسوب می‌شد. همچنین پس از پیروزی و برگشت از نبرد نهایی به کیوتو، شهرت و محبوبیت یوشی‌تسونه در پایتخت بسیار بالا رفته بود. این موضوع نیز موجب شد یوریتومو نسبت به قدرت گرفتن برادر کوچکترش که به علت نبوغ جنگی‌اش شهرت یافته بود، احساس خطر کند.

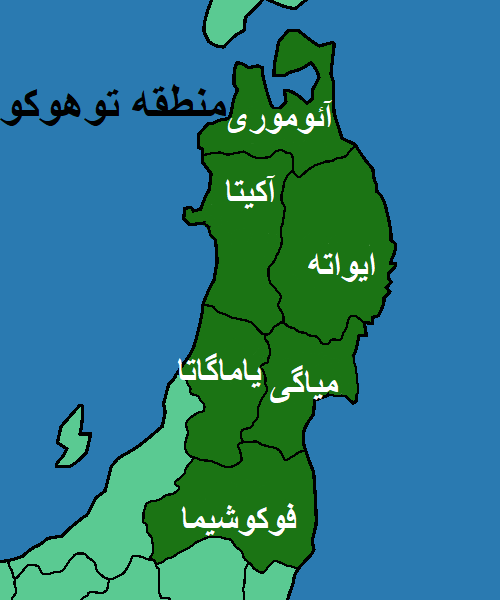
منطقه توهوکو در شمال شرقی ژاپن، که به‌طور تقریبی منطقه تحت نفوذ خاندان فوجیوارای شمالی در دوره هی‌آن را نشان می‌دهد.

یوشی‌تسونه همراه خود تایرا نو مونه‌موری (۱۱۴۷ – ۱۱۸۵ م)، رهبر خاندان تایرا، و پسر ارشدش را که اسیر شده بودند، به کاماکورا برد تا به برادرش تحویل دهد. اما یوریتومو به وی اجازه ورود به کاماکورا را نداد. تایرا نو مونه‌موری و پسرش به کیوتو پس فرستاده شدند اما بین راه به دست ملازم یوشی‌تسونه و به امر وی هر دو گردن زده شدند. پس از آن یوشی‌تسونه به برادرش نامه‌ای نوشت و در آن ذکر کرد که قصد جاه‌طلبی ندارد اما یوریتومو حاضر به بخشش وی نشد. پس از آن یوریتومو اراضی یوشی‌تسونه را مصادره و همچنین به محل سکونتش در کیوتو حمله کرد. یوشی‌تسونه نیز که چاره‌ای جز دفاع از خود نمی‌دید، از امپراتور بازنشسته گو شیراکاوا اجازهٔ حمله به یوریتومو را گرفت و شروع به جمع‌آوری سپاه کرد، اما به دلیل نفوذ و قدرت بیشتر برادرش تنها توانست سپاه کوچکی فراهم کند. او به ناچار به اوشو در شمال ژاپن رفت و در پناه فرماندار آن فوجیوارا نو هیده‌هیرا (۱۱۲۲ – ۱۱۸۷ م) قرار گرفت.
پس از خروج یوشی‌تسونه از کیوتو سپاه یوریتومو به فرماندهی پدر همسر وی، هوجو توکیماسا، به کیوتو وارد شد. این بار، امپراتور بازنشسته گو شیراکاوا فرمان حمله به یوشی‌تسونه را صادر کرد و وی را دشمن دربار ژاپن اعلام کرد. شیراکاوا بدین وسیله قصد داشت با ایجاد درگیری و جنگ بین دو برادر، قدرت سامورایی‌ها را تضعیف کند. خاندان اوشو فوجیوارا چندین نسل بود که بدون اینکه خاندان امپراتوری چندان دخالتی در حکومت آنان داشته باشد، با قدرت در توهوکو (منطقه شمال شرقی ژاپن) حکمرانی می‌کردند. رهبر خاندان، فوجیوارا نو هیده‌هیرا، با مهربانی از یوشی‌تسونه حمایت و پذیرایی کرد، اما وی بعد از یک‌سال درگذشت و هنگام مرگ وصیت کرد بود پسرانش به یاری هم از یوشی‌تسونه پشتیبانی کرده و در مقابل یوریتومو ایستادگی کنند. اما پسر وی، فوجیوارا نو یاسوهیرا (۱۱۵۵ – ۱۱۸۹ م)، که رهبر بعدی خاندان فوجیوارا بود، به وصیت پدرش پایبند نماند، زیرا یوریتومو وی را تهدید کرده بود که اگر یوشی‌تسونه را تحویل ندهد به سمت او لشکرکشی خواهد کرد. در ۳۰ آوریل ۱۱۸۹، یاسوهیرا به محل سکونت یوشی‌تسونه حمله کرد و یوشی‌تسونه که توان مبارزه با سپاه وی را نداشت، خودکشی کرد. با وجود این، یوریتومو چند ماه بعد به طرف استان ایواته امروزی لشکرکشی کرد و پس از نابود کردن خاندان اوشو فوجیوارا، منطقه شمال شرقی ژاپن را نیز تحت کنترل خود درآورد.

## شکل‌گیری شوگون‌سالاری کاماکورا
یوریتومو پس از نبرد فوجیگاوا با دادن دستخط با سامورایی‌هایی که از وی پیروی می‌کردند پیمان می‌بست. کسانی که با پیمان‌نامه به وی پیوسته بودند، در عوض خدمت به یوریتومو حفظ مالکیت اراضی‌شان تأمین می‌شد و در صورتی که در نبردها می‌توانستند اراضی جدیدی را تصرف کنند، مالکیت اراضی جدید را نیز به دست می‌آوردند. در عوض دریافت چنین پاداشی آنها می‌بایست به یوریتومو وفادار می‌ماندند و پیرو امر وی در جنگ‌ها شرکت می‌کردند. در سال ۱۱۸۵، هنگامی که یوریتومو فرمان دستگیری برادرش یوشی‌تسونه را از امپراتور گو شیراکاوا دریافت کرد، به این بهانه عاملان خود را به عنوان فرمانداران تمامی کشور قرار داد و فرمانداران مخالف خود را به قتل رساند یا دستگیر کرد و بدین ترتیب حکمرانی سامورایی‌ها را در سراسر کشور گسترش داد. امپراتور گو شیراکاوا به عنوان پاداش دو مقام مهم کشوری را به یوریتومو اهدا کرد ولی وی یوریتومو هر دو مقام را بزودی رها کرد و از امپراتور گو شیراکاوا درخواست منصب شوگون را داشت ولی وی تا هنگام مرگ با اهدای این منصب به یوریتومو موافقت نکرد و مخالف قدرت‌گیری بیشتر سامورایی‌ها بود. پس از مرگ امپراتور گو شیراکاوا در سال ۱۱۹۲ برای نخستین بار منصب شوگون به وجود آمد و امپراتور ژاپن به صورت امپراتور دست‌نشانده درآمد. حکومت نظامیان بر ژاپن تا ۷۰۰ سال بعد و پایان دوره ادو ادامه پیدا کرد.

## قدرت‌گیری معاون شوگون
پس از مرگ نخستین شوگون از شوگون‌سالاری کاماکورا، میناموتو نو یوریتومو، در سال ۱۱۹۹، شوگون دوم میناموتو نو یوری‌ایه (مرگ ۱۲۰۴) و شوگون سوم میناموتو نو سانه‌تومو (مرگ ۱۲۱۹) که دو پسر وی بودند، یکی پس از دیگری به قتل رسیدند و وارثی از خاندان سیوا گنجی که از خاندان امپراتوری منشأ گرفته بودند باقی نماند و خاندان هوجو که خاندان همسر بنیان‌گذار شوگون‌سالاری کاماکورا، هوجو ماساکو بودند به عنوان شیکّن (معاون شوگون) به نمایندگی از شوگون فرمانروایی را در کشور در دست گرفتند. این وقایع موجب خشم خاندان امپراتوری شد که بر اساس قانون، فرمانروای ژاپن را حق خود می‌دانست. در سال ۱۲۲۱ میلادی بین نیروهای وفادار به امپراتور بازنشسته شده؛ امپراتور گو-توبا و دومین شیکّن، هوجو یوشیتوکی (اشتغال ۱۲۰۵–۱۲۲۴) به نمایندگی از شوگون‌سالاری کاماکورا یک درگیری نظامی بنام شورش جوکیو درگرفت. این جنگ با شکست امپراتور بازنشسته پایان یافت و وی تبعید شد و پس از آن به مدت ۱۰۰ سال ژاپن توسط شیکّن‌ها که تنها در انحصار خاندان هوجو بود، فرمانروایی می‌شد.

## گاهشماری

- ۱۱۸۰ شورش شاهزاده موچی‌هیتو – آغاز شورش شاهزاده موچی‌هیتو پس از به امپراتوری نشاندن شدن نوه دو ساله کیوموری
- ۱۱۸۰ نبرد ایشی‌باشی‌یاما – در ۱۴ سپتامبر، اولین نبردی بود که در آن میناموتو نو یوریتومو که یک دهه بعد نخستین شوگون شد، به عنوان فرمانده نیروهای خاندان میناموتو در نزدیکی کاماکورا، کاناگاوا جنگید و شکست خورد.
- ۱۱۸۰ نبرد فوجیگاوا – در ۱۶ سپتامبر، درست قبل از شروع درگیری با یوریتومو؛ در اثر حرکت دسته‌ای از پرندگان روی رودخانه نیروهای خاندان تایرا در اردوگاه خود هراسناک شد، و هراس آنان به هرج و مرجی بزرگ و در نهایت به یک عقب‌نشینی بدون انجام جنگ تبدیل شد.
- ۱۱۸۱ محاصره نارا – در ۱۵ ماه ژانویه، خاندان تایرا در پی انتقام از معابدی که به همراه شاهزاده موچی‌هیتو دست به شورش زده بودند، چند معبد مهم شهر نارا را سوزاند که در پی آن بیشتر شهر نارا دچار آتش‌سوزی شد.
- ۱۱۸۱ نبرد سونوماتا-گاوا – ۲۵ آوریل، شبیخون میناموتو نو یوکی‌ایه علیه تایرا نو توموموری بود که با شکست خاندان میناموتو پایان یافت.
- ۱۱۸۱ نبرد یاهاگی-گاوا – در بهار، تعقیب نیروهای میناموتو نو یوکی‌ایه به علت بیماری تایرا نو توموموری متوقف شد.
- ۱۱۸۳ محاصره هیئوچی – در ماه آوریل–مه، پس از دو سال توقف در جنگ به علت قحطی، قلعه‌ای متعلق به میناموتو نو یوشیناکا مورد حمله تایرا نو کوره‌موری قرار گرفت و سقوط کرد اما یوشیناکا موفق به فرار شد.
- ۱۱۸۳ نبرد کوریکارا – ۲ ژوئن، پیروزی میناموتو نو یوشیناکا؛ نقطه عطفی در جنگ گنپی
- ۱۱۸۳ نبرد شینوهارا – ۲۲ ژوئن، تصرف پایتخت توسط میناموتو نو یوشیناکا
- ۱۱۸۳ نبرد میزوشیما – ۱۷ نوامبر، شکست حمله نیروهای یوشیناکا به نیروهای تایرا که از پایتخت گریخته بودند در ولایت سانوکی
- ۱۱۸۳ محاصره فوکوریوجی – اواخر نوامبر - شورش یکی از سامورایی‌های اسیر ارشد خاندان تایرا، بنام سِنوئو کانه‌یاسو با شکست مواجه شد.[۸۳]
- ۱۱۸۳ نبرد مورویاما – اواخر نوامبر - شکست میناموتو نو یوکی‌ایه در نبرد با نیروهای باقیمانده خاندان تایرا
- ۱۱۸۴ محاصره هوجوجیدونو – ۳ ژانویه، کودتای میناموتو نو یوشیناکا و زندانی کردن امپراتور گو شیراکاوا و امپراتور گو-توبا در معبد هوجوجیدونو
- ۱۱۸۴ نبرد اوجی (۱۱۸۴) – ۱۹ فوریه، آغاز نبرد  میناموتو نو یوشی‌تسونه با یوشیناکا و آزاد کردن امپراتور زندانی شده توسط یوشی‌تسونه
- ۱۱۸۴ نبرد آوازو – ۲۱ فوریه، کشته شدن یوشیناکا در نبرد با یوشی‌تسونه
- ۱۱۸۴ نبرد ایچی نو تانی – ۲۰ مارس، پیروزی یوشی‌تسونه در کوبه در برابر باقیمانده خاندان تایرا
- ۱۱۸۵ نبرد کوجیما – ۱۰ ژانویه، پیروزی میناموتو نو نوری‌یوری در اوکایاما در برابر باقیمانده خاندان تایرا
- ۱۱۸۵ نبرد یاشیما – ۲۲ مارس، پیروزی یوشی‌تسونه در شیکوکو در جنوب ژاپن در برابر باقیمانده خاندان تایرا
- ۱۱۸۵ نبرد دان نو اورا – ۲۵ آوریل، پیروزی نهایی یوشی‌تسونه در هونشو در جنوب ژاپن در برابر باقیمانده خاندان تایرا

## منبع‌شناسی
- آزوما کاگامی، به معنای تحت‌الفظی آینهٔ شرق کتابی تاریخی و شرح وقایع به‌ترتیب تاریخ است. این کتاب یکی از منابع معتبر در مورد حوادث جنگ گنپی به‌شمار می‌رود و در آن وقایع از سال ۱۱۸۰ تا ۱۲۶۶ میلادی شرح داده شده‌است.[۸۴]
- کیکّی، یادداشت‌ها و دفتر خاطرات روزانه نوشته‌شده توسط کوگه (مقام وابسته به دربار) یوشیدا تسونه‌فوسا (مرگ ۱۱۴۲–۱۲۰۰ میلادی) است که در اواخر دورهٔ هی‌آن نوشته شده و وقایع ۱۱۷۳ تا ۱۱۸۸ میلادی را دربرمی‌گیرد.[۸۵]
- گیوکویو، یادداشت‌ها و دفتر خاطرات روزانه نوشته شده توسط فوجیوارا نو کانه‌زانه است که در اواخر دورهٔ هی‌آن و اوایل دوره کاماکورا نوشته شده و رویدادهای ۱۱۶۴ تا ۱۲۰۲ میلادی را دربرمی‌گیرد.[۸۶]
- سانکای کی، یادداشت‌ها و دفتر خاطرات روزانه نوشته شده توسط کوگه (مقام وابسته به دربار) ناکایاما تاداچیکا (مرگ ۱۱۹۵–۱۱۳۱ میلادی) است که از سال ۱۱۵۱ تا ۱۱۹۴ میلادی به مدت ۱۹ سال به‌طور منقطع نوشته شده‌است.[۸۷]
- هیاکورنشو، کتابی تاریخی است که در اواخر دورهٔ کاماکورا در قرن سیزدهم نوشته شده‌است. جمع‌آوری‌کننده این کتاب مشخص نیست. برای مطالعه جهت آگاهی از رویدادهای سیاسی و اجتماعی نیمه دوم دوره هی‌آن و نیمه نخست دوره کاماکورا دارای ارزش است.[۸۸]
- داستان هِی‌کِه، سه جلد نخست آن در نیمه اول دوره کاماکورا و قبل از شورش جوکیو نوشته شده‌است.[۸۹]
- داستان ظهور و سقوط خاندان‌های میناموتو و تایرا، کتابی ۴۸ جلدی و نسخه پیشرفته داستان هِی‌کِه که این داستان نیمه دوم تا اواخر دوره کاماکورا نوشته شده‌است.[۹۰]
- گوکانشو، اثری تاریخی و ادبی در مورد تاریخ ژاپن است که توسط راهب بودایی جیئن از فرقه تندای پس از شورش جوکیو در ۱۲۲۰ میلادی نوشته شده‌است.[۹۱]
- ثبت جنگ گنپی، نوعی گونکی مونوگاتاری و نسخه‌ای از داستان هیکه به‌شمار می‌آید. به‌خصوص در مورد لشکرکشی‌های میناموتو نو یوریتومو جزئیات بسیاری را دارد.[۹۲]
- گیکی‌کی، کتابی است در مورد زندگی میناموتو نو یوشی‌تسونه و مادر وی شیزوکا گوزن که در دوره نانبوکوچو (سال‌های ۱۳۳۶ تا ۱۳۹۲) نوشته شده‌است. این کتاب تأثیر بسیاری بر آثار هنری ژاپن داشته‌است.[۹۳]

## آثار مربوط
ادبیات

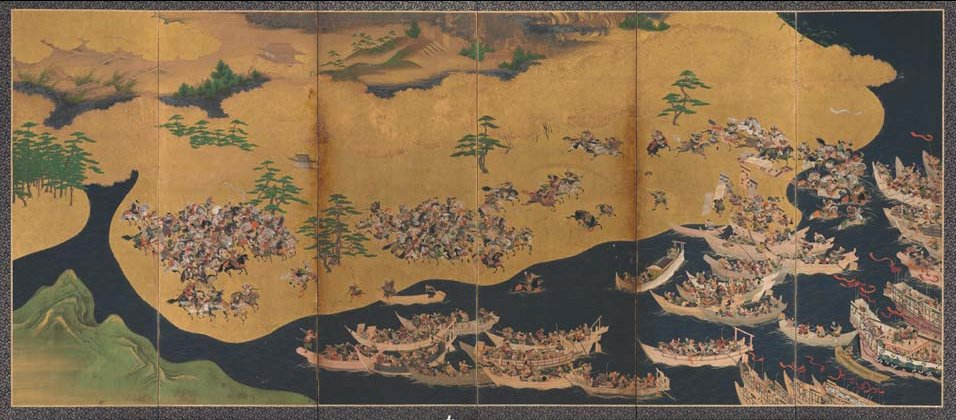
تصویری نقاشی شده از نبرد یاشیما در داستان هِی‌کِه

داستان هِی‌کِه و داستان ظهور و سقوط خاندان‌های میناموتو و تایرا دو منبع بزرگ داستان‌های عاشقانه و تاریخی ژاپن هستند. هر دو داستان در قرن دوازدهم میلادی نوشته شده‌است. با تقریب حدود یک‌چهارم نمایش‌نامه‌های عروسکی کابوکی و بونراکو برگرفته از حوادث نبرد بین خاندان‌های میناموتو و تایرا هستند. حوادث طوفانی در قرن یازدهم و دوازدهم و شخصیت‌های گوناگون تاریخی این دوران منبع بسیار گران‌بهایی برای نقالان و نمایشنامه‌نویسان ژاپن بوده‌است.
- آتسوموری (نو (تئاتر)) داستانی برگرفته از داستان هِی‌کِه است.[۹۵]

فیلم سینمایی
- شین هیکه‌مونوگاتاری (به کارگردانی کنجی میزوگوچی)[۹۶]
- مردانی که بر دم ببر گام می‌نهند (به کارگردانی  آکیرا کوروساوا)[۹۷]

فیلم‌های تلویزیونی
- میناموتو نو یوشی‌تسونه (مجموعه تلویزیونی تایگا) (۱۹۶۶ میلادی)[۹۸]
- شین هیکه‌مونوگاتاری (مجموعه تلویزیونی تایگا) (۱۹۷۲ میلادی)[۹۹]
- سبزه‌ها می‌سوزد (مجموعه تلویزیونی تایگا) (۱۹۷۹ میلادی)[۱۰۰]
- آتش ایستاده (مجموعه تلویزیونی تایگا) (۱۹۹۴–۱۹۹۳ میلادی)[۱۰۱]
- یوشی‌تسونه (مجموعه تلویزیونی تایگا) (۲۰۰۵ میلادی)[۱۰۲]
- تایرا نو کیوموری (مجموعه تلویزیونی تایگا) (۲۰۱۲ میلادی)[۱۰۳]

بازی‌های کامپیوتری
- یوشی‌تسونه اییودن: داستان یوشی‌تسونه قهرمان[۱۰۴]
- گنپی توما دن[۱۰۵]